# Dub
Dub (Quercus) je rod rostlin z čeledi bukovité. Duby jsou stálezelené nebo opadavé, jednodomé, často dlouhověké dřeviny se střídavými jednoduchými listy a nenápadnými květy v jehnědách, které jsou opylovány větrem. Plody jsou žaludy dozrávající v prvním nebo až ve druhém roce. Duby jsou rozšířeny především v mírných a subtropických oblastech severní polokoule, v Americe a Asii však zasahují i do tropů. Celý rod zahrnuje asi 450 druhů a je to druhově nejbohatší rod stromů severní polokoule; největší počet druhů se vyskytuje v Severní Americe a ve východní Asii. V Česku je původních 7–8 druhů dubů, nejběžnější jsou dub letní a dub zimní. Další, cizokrajné druhy dubů se pěstují jako okrasné dřeviny, severoamerický dub červený se vysazuje i do lesních porostů. Lesní porost, v němž převažuje dub, se nazývá doubrava nebo dubina. Co do etymologie je slovo dub všeslovanské, původu zřejmě praevropského.
Typovým druhem je dub letní (Quercus robur). Nejstarší makrofosilie (otisky listů, žaludy) byly nalezeny v Grónsku, Kanadě a Japonsku a jsou datovány do středního eocénu, mikrofosilie (pylová zrna) jsou ještě starší, z pozdního paleocénu. Určování dubů v terénu je často obtížné, neboť jsou jednak morfologicky dosti proměnlivé, jednak se mezi sebou běžně kříží, včetně vytváření plodných zpětných kříženců a přechodných forem.
Duby patří mezi nejdůležitější hospodářské dřeviny severní polokoule. Dubové dřevo je tvrdé, velmi trvanlivé a používalo se po staletí k výrobě trámů, podlah, nábytku i sudů. Z borky dubu korkového je získáván korek. Žaludy jsou v mnohých oblastech důležitou složkou potravy zvířat a případně i lidí. V bylinném léčení se využívá mladá kůra dubu letního, obsahující množství tříslovin. Mohutné staré duby jsou ozdobou a chloubou mnoha parků a zámeckých zahrad, mnoho jich je také chráněno jako památné stromy. Velký význam má dub též v pohanském náboženství a heraldice. U Indoevropanů byl stromem tradičně zasvěceným bohům hromovládcům, jako byli slovanský Perun, severský Thór, keltský Taranis nebo řecký Zeus. Ve velké úctě jej měli staří Slované, Germáni, Keltové, ale též některé národy Kavkazu.

## Popis
Duby jsou dlouhověké, jednodomé, pomalu rostoucí opadavé nebo stálezelené stromy, řidčeji i keře, s tvrdým dřevem. Borka bývá hluboce brázditá nebo podélně odlupčivá. Zimní pupeny jsou vejcovité, s okrouhlým či hranatým průřezem, nahloučené při koncích větévek a kryté několika až mnoha střechovitě se překrývajícími šupinami. Letorosty mohou být lysé, nebo naopak chlupaté až plstnaté, stejně jako lícní i rubová strana listů. Listy jsou střídavé, jednoduché, s většinou opadavými nenápadnými palisty (vytrvalé nitkovité palisty má dub cer). Čepel listů je nejčastěji laločnatá, řidčeji celistvá se zubatým okrajem nebo celokrajná, měkká nebo kožovitě tuhá. Žilnatina je zpeřená, s postranními žilkami buď paralelními, nevětvenými a běžícími až k listovému okraji, nebo větvenými a spojujícími se před dosažením listového okraje. Kořen je v mládí kůlovitý, později vytváří mohutnou, hluboko sahající soustavu kosterních horizontálních a vedlejších vertikálních kořenů; díky tomu plní v lesních porostech důležitou zpevňovací úlohu. Silná borka, hluboký kořenový systém a dobrá výmladnost stromy dobře chrání před lesními požáry.
Květy jsou drobné, uspořádané v jednopohlavných květenstvích nahloučených nejčastěji při bázi letorostů. Samčí květenství jsou převislé (nící) jehnědy s kalichovitým, čtyř až sedmilaločným okvětím a nejčastěji se šesti (2 až 12) tyčinkami s tenkými nitkami. Samičí květenství jsou chudokvěté jehnědy nebo strboulky, vyvíjející se v paždí listů blíže konci větévky, přisedle nebo na delších či kratších stopkách. Na bázi samičího květu je miskovitá číška. Okvětí je nejčastěji šestilaločné, plodolisty a čnělky bývají tři, výjimečně šest. Květy jsou opylovány větrem. Plodem je nažka (označovaná též jako oříšek) podepřená zveličelou dřevnatou číškou a nazývá se žalud. Plody dozrávají v prvním nebo až ve druhém roce. Klíčení je podzemní (hypogeické). Základní chromozómové číslo rodu je x=12. Převážná většina dubů je diploidních, přirozená polyploidie je velmi vzácná.

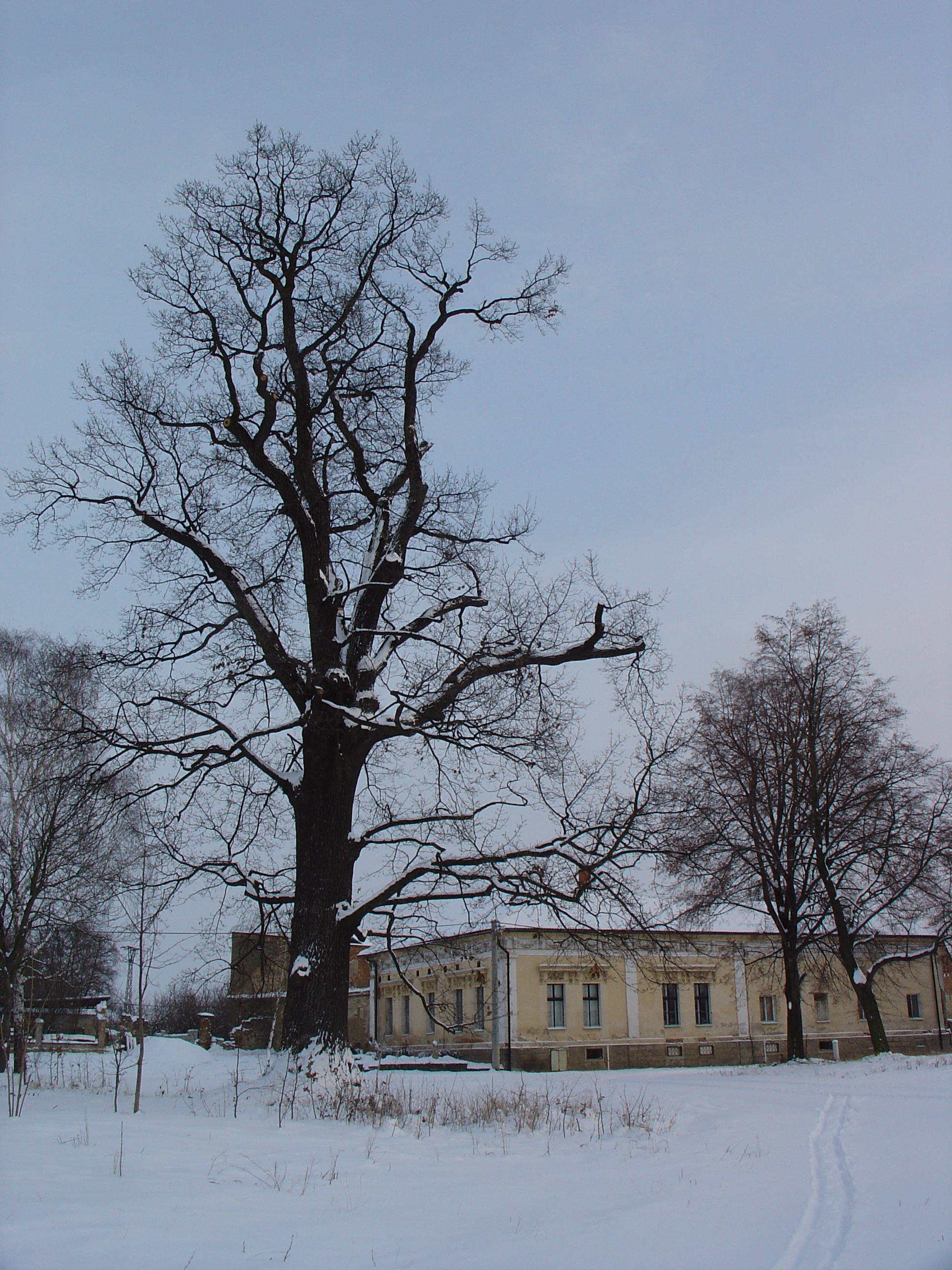
Zimní habitus vzrostlého dubu letního
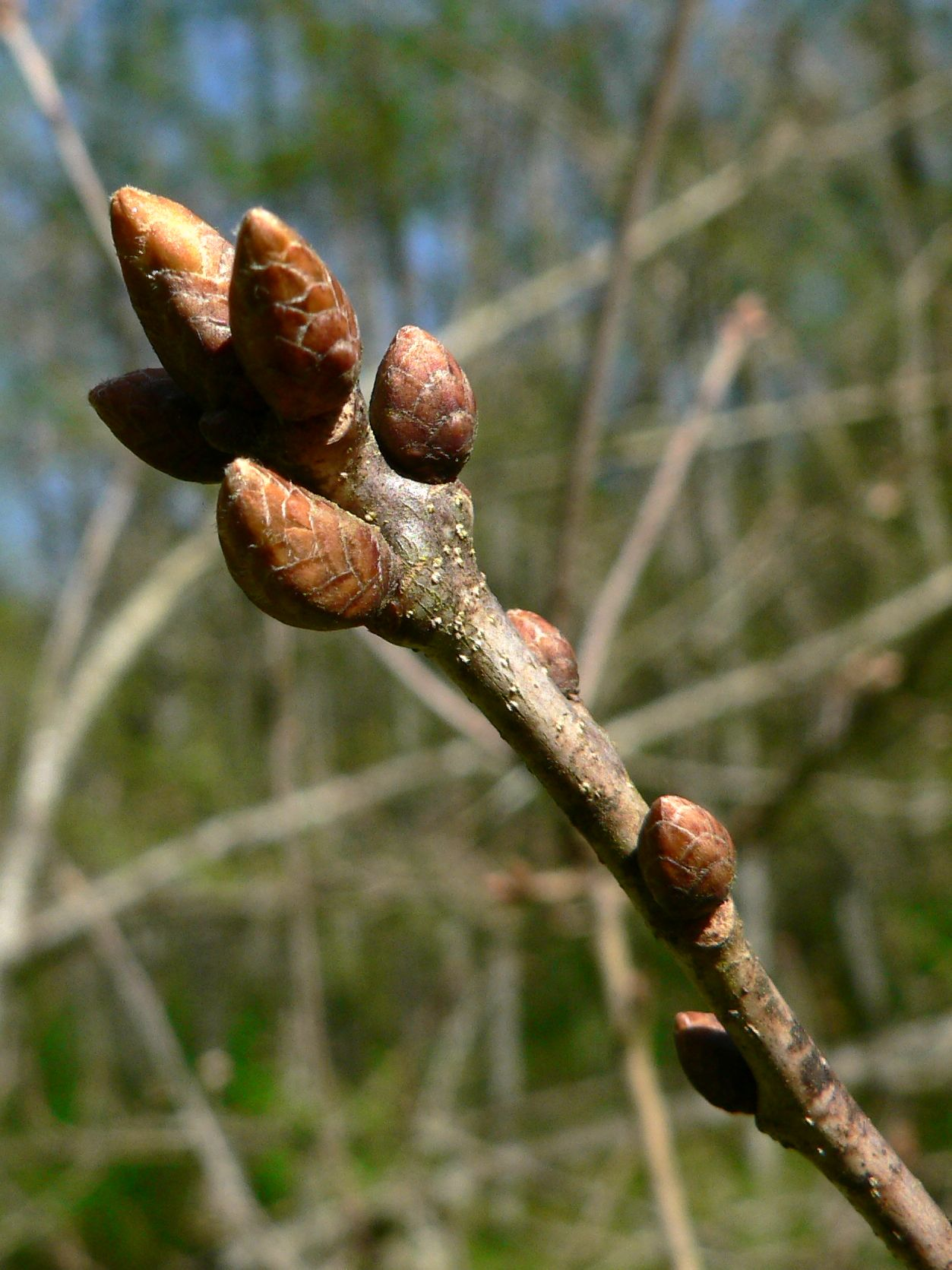
Zimní pupeny dubu Garryova (Quercus garryana)
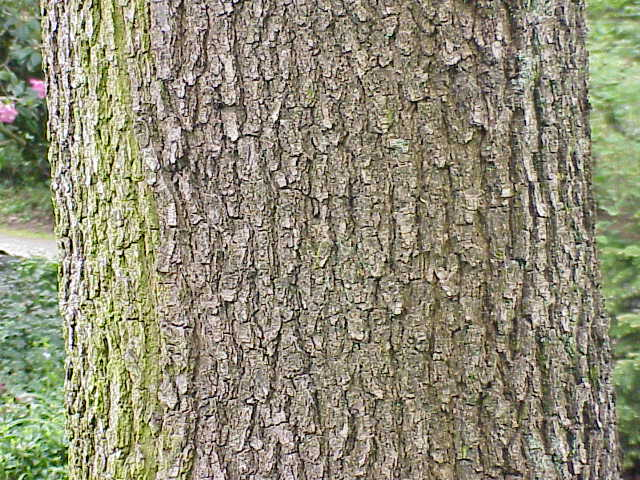
Borka dubu balkánského
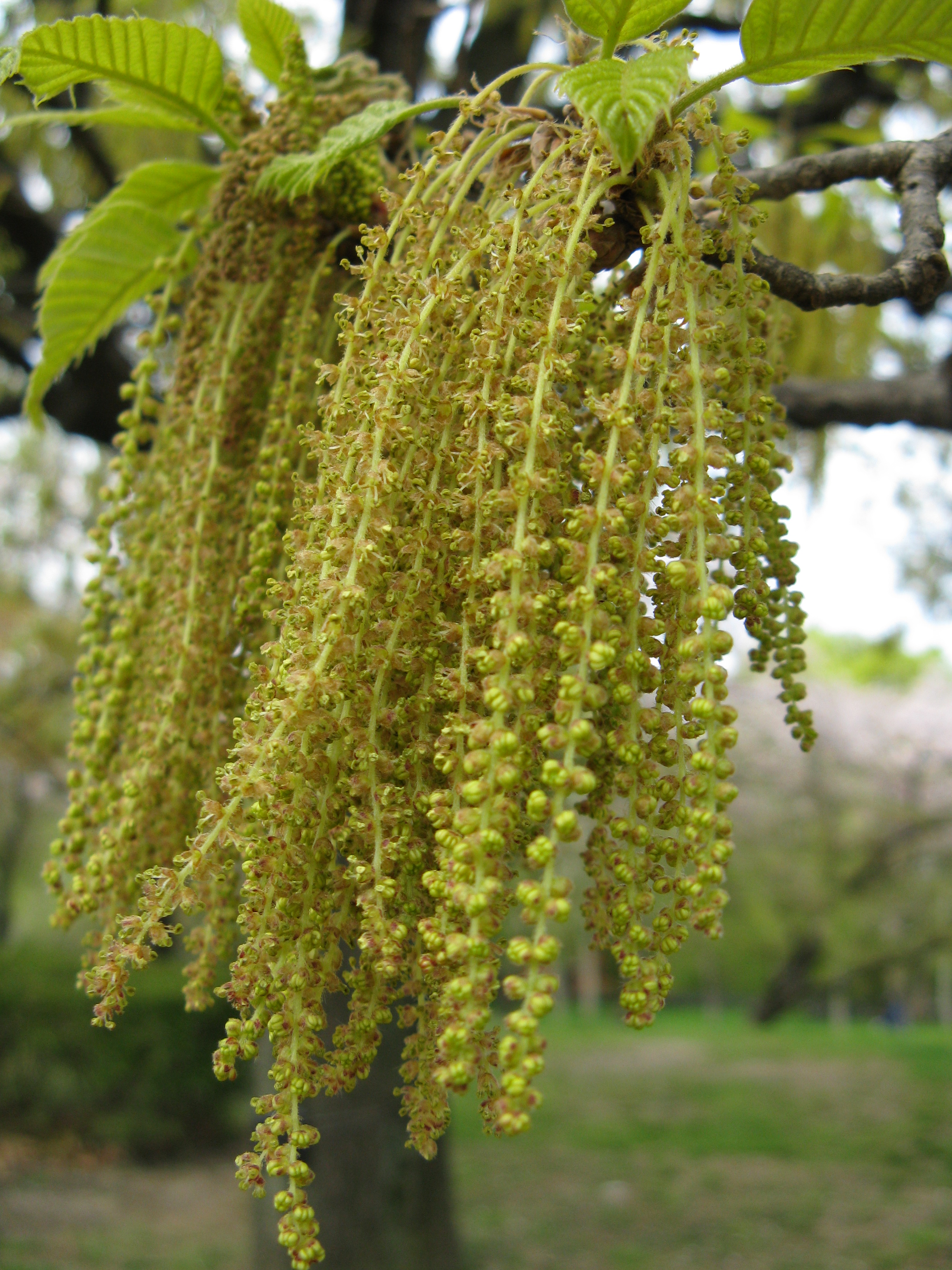
Samčí květenství dubu špičatolistého (Quercus acutissima)
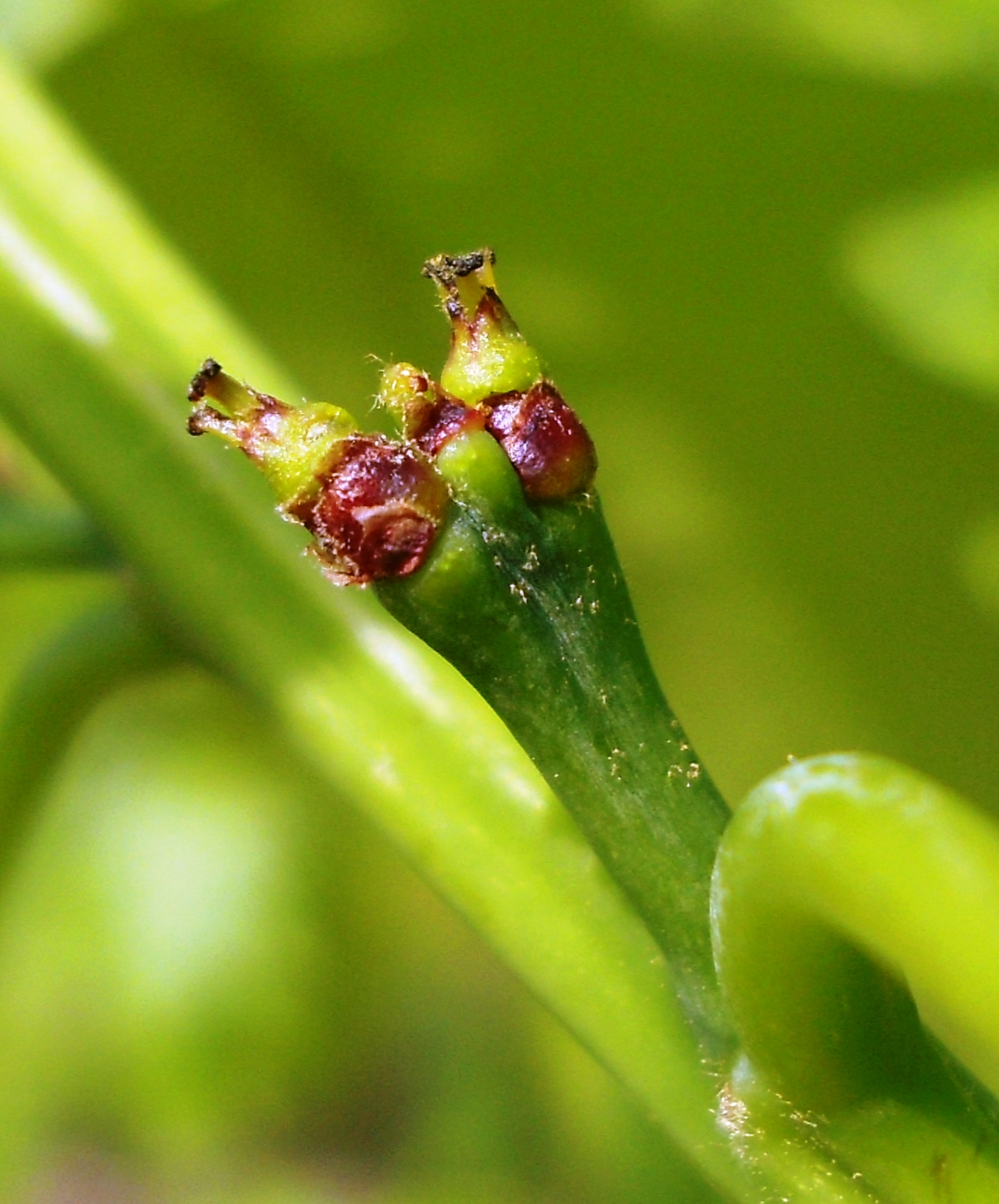
Samičí květy dubu červeného
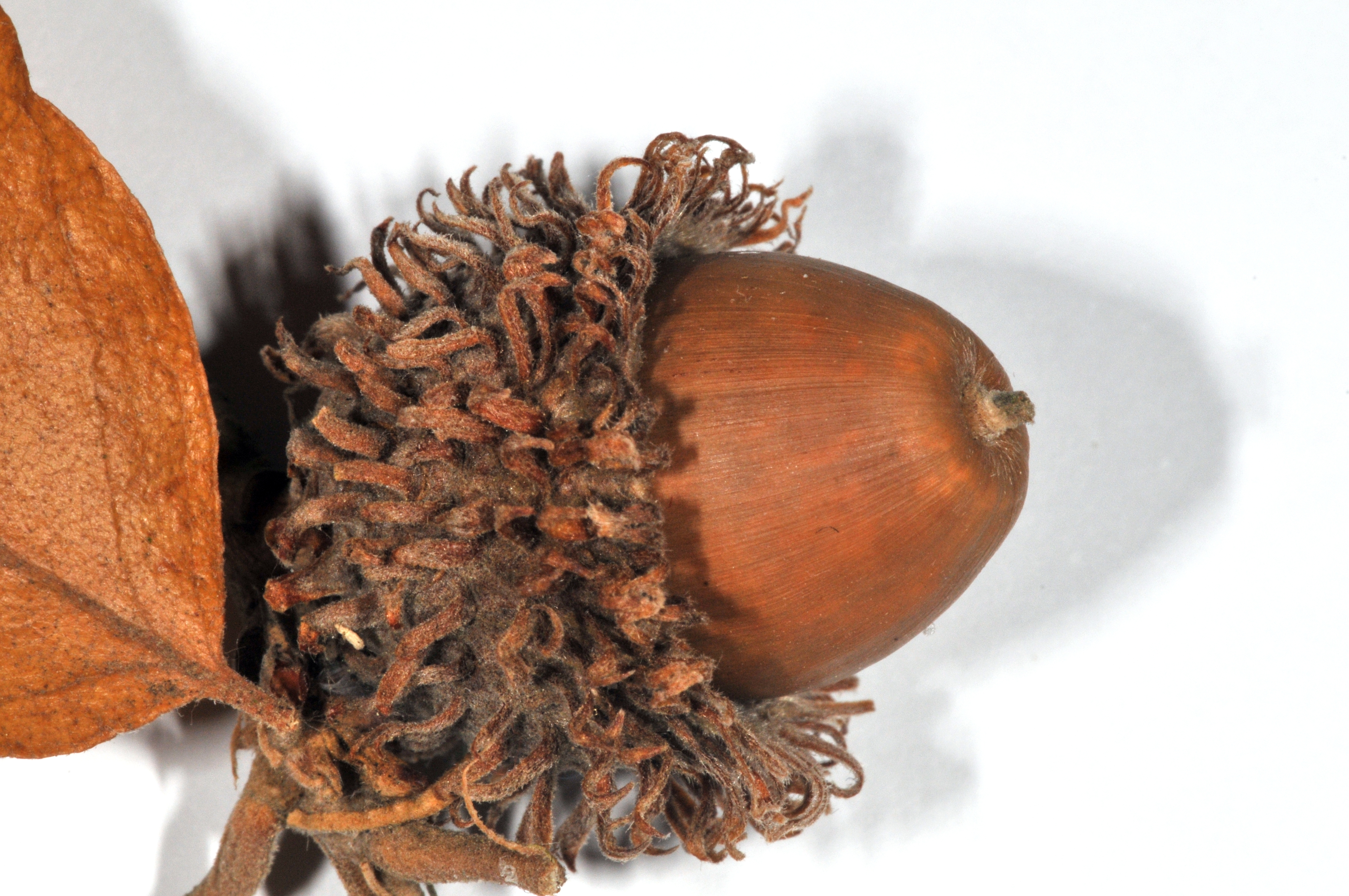
Žalud dubu ceru s číškou porostlou šídlovitými šupinami
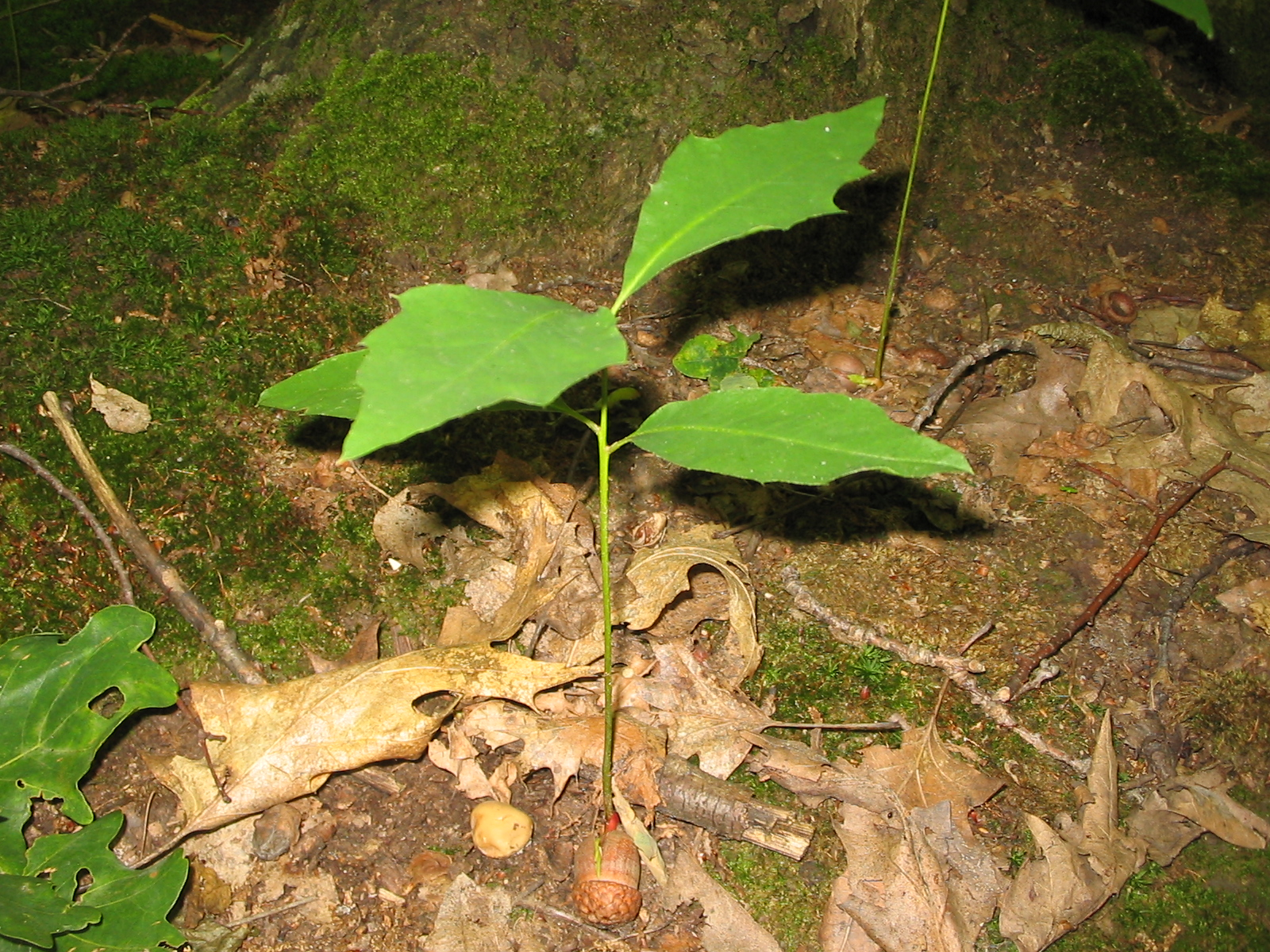
Semenáček dubu červeného

## Rozšíření

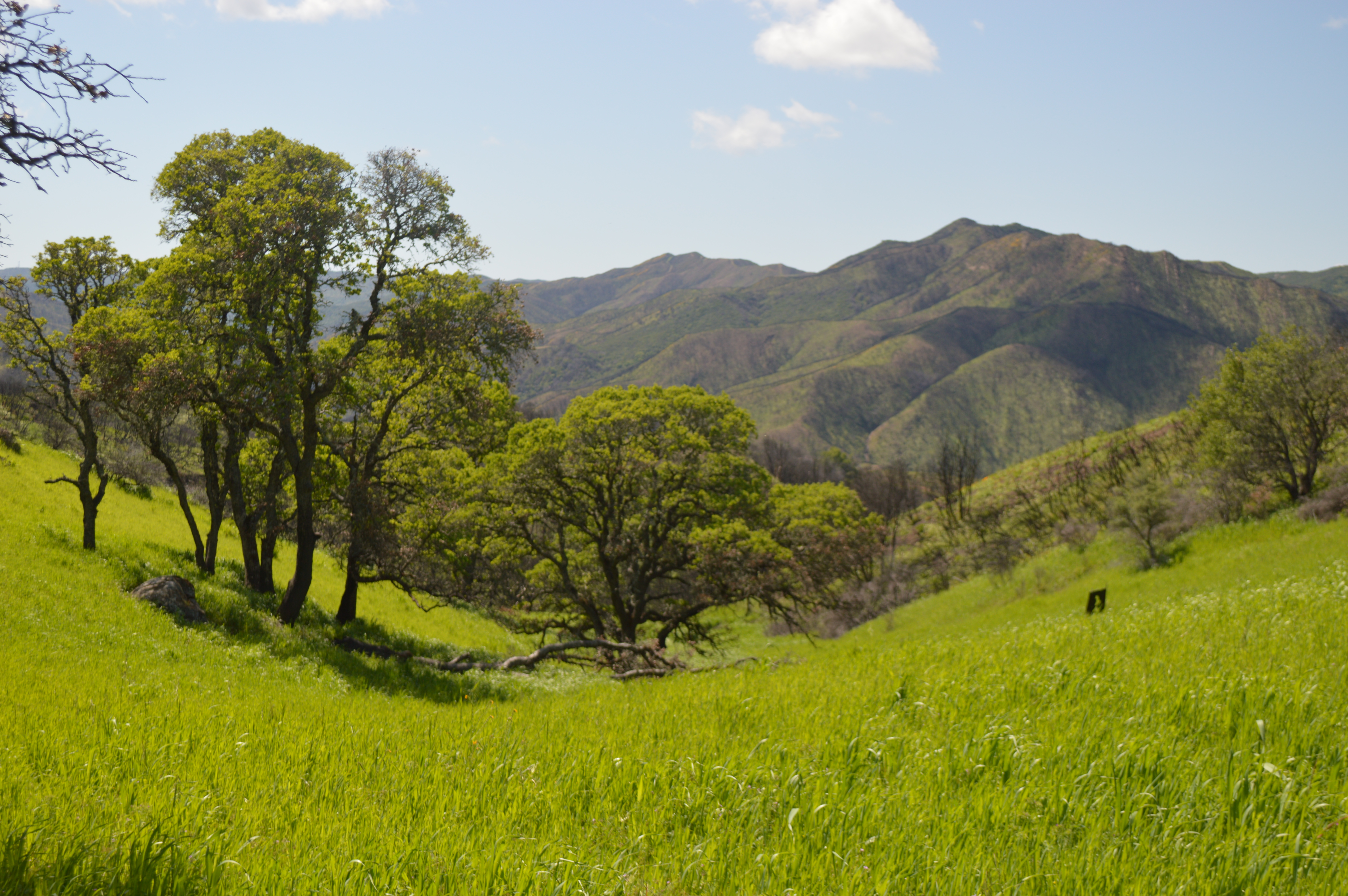
Řídké dubové háje (Oak savannas) v Kalifornii

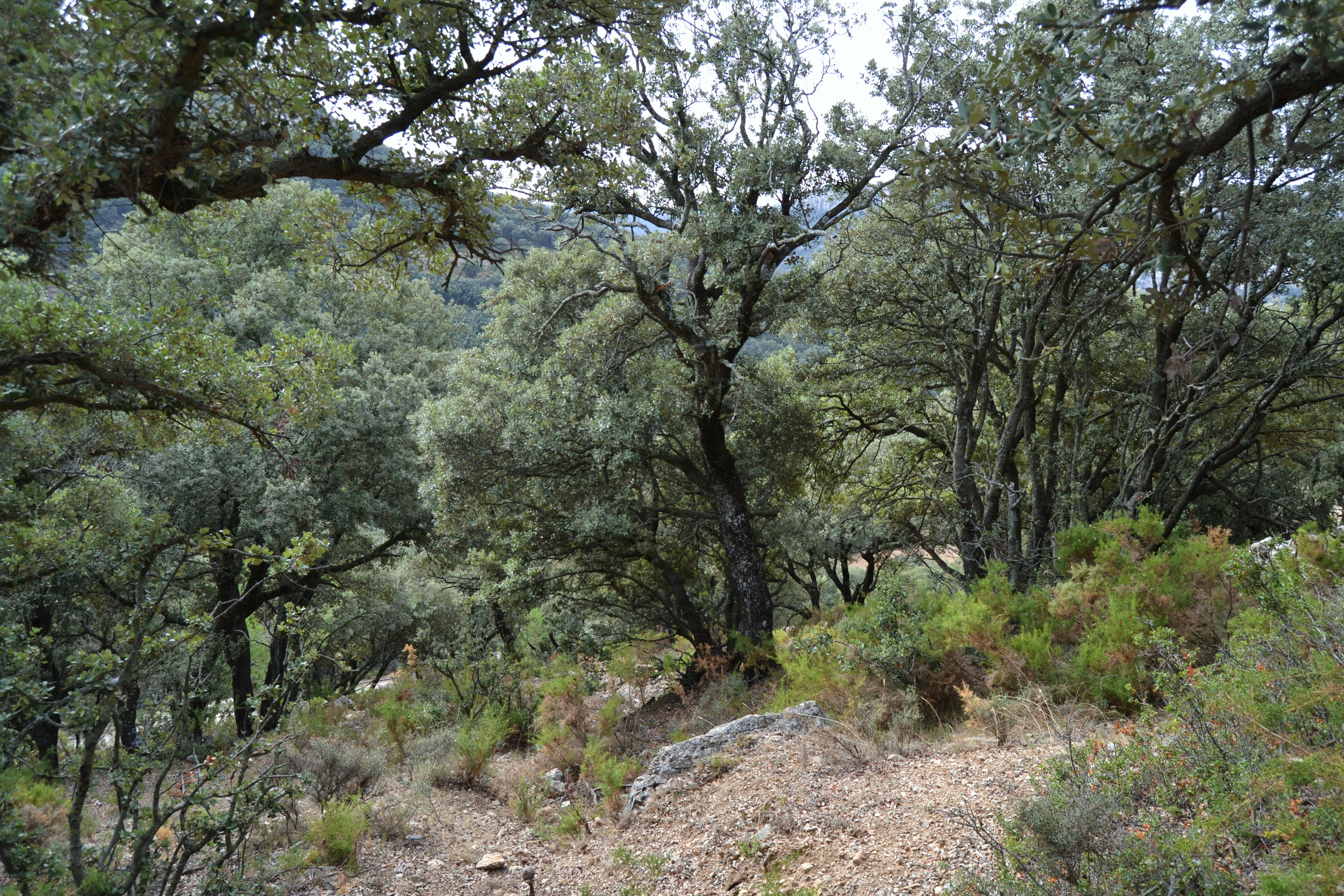
Středomořská doubrava ve Španělsku

Rod dub zahrnuje asi 450 druhů, část z nich hybridogenního původu. Původní areál rozšíření rodu zahrnuje mírné až subtropické pásmo severní polokoule s nehojnými přesahy do hor tropického pásma. Je to druhově nejbohatší rod stromů severní polokoule. Největší počet druhů se vyskytuje v Severní Americe a ve východní Asii.
V Americe duby zasahují i do Střední Ameriky, jediný druh (Quercus humboldtii) roste v Jižní Americe, v kolumbijských Andách; vůbec nejvíce druhů, kolem 160, roste v Mexiku. Na východě Severní Ameriky je mnoho druhů dubů součástí druhově bohatých, opadavých i stálezelených smíšených lesů, na západě jsou obvyklé především v sušších horských oblastech. Nízké a keřovité druhy jsou jednou ze složek křovinné vegetace amerického jihozápadu zvané chaparral, velké množství druhů roste v suchomilných lesích Velké pánve a Mexické vysočiny společně s borovicemi nebo jalovci nebo v lesostepních doubravách, tzv. „oak savannas“ amerického západu a středozápadu. V Asii přesahují duby i do tropické jihovýchodní Asie, kde rostou v primárních lesích v nadmořských výškách 0 až 3350 metrů; opadavé druhy vévodí lesům severní Číny, mnoho stálezelených dubů roste v horských lesích S'-čchuanu a Jün-nanu i v nižších polohách Himálaje. Stálezelené dubové lesy smíšené se šácholany, skořicovníky nebo borovicemi se vyskytují též ve východní Asii a v Japonsku.
V Evropě je původních okolo 23 taxonů dubů, z nichž většina roste ve Středomoří (a také v severní Africe). V téměř celém Středomoří je rozšířen dub kermesový (Q. coccifera), který v křovinatých porostech makchie rostoucích na místě původních středomořských lesů (tvrdolistých doubrav) nahrazuje původní dub cesmínovitý (Q. ilex). Další druhy mají již omezenější areály výskytu. V západním Středomoří je to dub korkový (Q. suber), na Pyrenejském poloostrově dub alžírský (Q. canariensis), dub portugalský (Q. faginea), dub pyrenejský (Q. pyrenaica) a duby Q. lusitanica nebo Q. cerrioides, ve východním Středomoří roste dub balkánský (Q. frainetto), dub trojský (Q. trojana), dub sivozelený (Q. pedunculiflora, respektive Q. robur subsp. pedunculiflora), dub šupinatý (Q. macrolepis, respektive Q. ithaburensis subsp. macrolepis) nebo dub Hartwissův (Q. hartwissiana). Dále se v Itálii a na přilehlých ostrovech vyskytuje dub Q. congesta a na Sicílii Q. sicula. V kontinentální Evropě jsou dub zimní (Quercus petraea), méně často i dub letní (Quercus robur) a další druhy dubů základní složkou acidofilních a teplomilných doubrav a dubohabřin, na půdu a živiny náročný dub letní je jednou z kosterních dřevin tvrdých luhů. Daleko do východní Evropy a Střední Asie zasahují druhově bohaté lesostepní doubravy (v Evropě s dubem letním či dubem šípákem), xerickým lesům ve vyšších polohách Hyrkánské provincie na jih od Kaspického moře dominuje dub velkokvětý (Q. macranthera).

### Česká republika

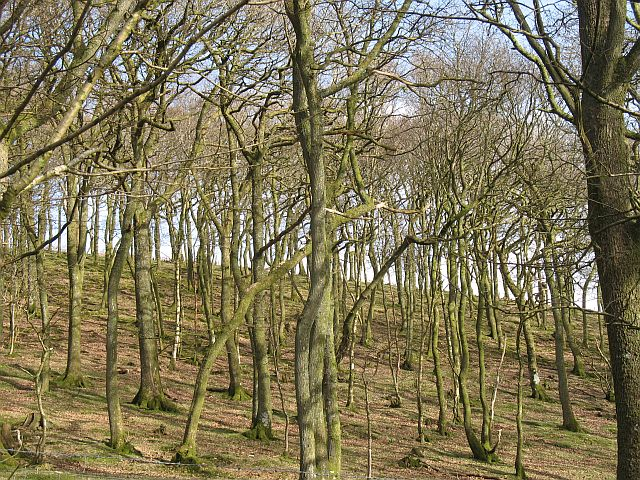
Chudá acidofilní doubrava v Evropě

V české květeně je původních 7–8 druhů dubů. Na většině území Česka rostou dub zimní a dub letní; hlavním vegetačním pásmem výskytu dubů jsou zde nížiny a pahorkatiny, tedy oblasti v průměru s vyšší teplotou a nižšími úhrny srážek. Pouze v nejteplejších oblastech Česka roste dub pýřitý čili šípák (Quercus pubescens), na jižní Moravu zasahuje svým areálem dub cer neboli dub slovenský (Quercus cerris). Dále jsou rozlišovány dva druhy blízce příbuzné dubu zimnímu, a to dub žlutavý (Quercus dalechampii) a dub mnohoplodý (Quercus polycarpa), odlišit je však dokáže jen specialista a některými autory je taxonomický význam těchto druhů zpochybňován. Podobně je tomu u dubu jadranského (Quercus virgiliana), který je blízce příbuzný dubu pýřitému. Dub sivozelený (Quercus pedunculiflora) je blízce příbuzný dubu letnímu a aktuálně považovaný za pouhý jeho poddruh, jeho výskyt na území Česka i Slovenska je však velmi pochybný. Příležitostně zde zplaňují různé introdukované druhy dubů, především severoamerický dub červený (Quercus rubra), jehož šíření nabývá mnohde až invazního charakteru. Po určitou dobu byl za původní druh považován i dub balkánský neboli uherský (Quercus frainetto), ale novější zdroje se přiklánějí k jeho zavlečení.
Přirozené zastoupení dubu v českých lesích by činilo zhruba 19,5 %, vlivem přeměny většiny nížinných doubrav v zemědělskou půdu je však jeho podíl daleko menší: Národní inventarizace lesů za období 2011–2015 uvádí údaj 7,8 %, přičemž nejvyšší zastoupení je v Praze a Jihomoravském kraji, nejnižší na Vysočině a v Karlovarském kraji. Výraznější zvyšování podílu dubů coby klimaticky i biologicky odolných dřevin s velkou druhovou a genetickou diverzitou je v české přírodě doporučováno v souvislosti s probíhající klimatickou změnou a prohlubujícími se epizodami sucha; v nejteplejších oblastech jižní Moravy se počítá i s větším rozšířením teplomilných druhů balkánského (a dále do budoucna snad i mediteránního) původu.

## Ohrožené druhy
V Červeném seznamu ohrožených druhů IUCN jsou vedeny jako kriticky ohrožené celkem 4 druhy dubů: Quercus graciliformis a Quercus hinckleyi z jižního Texasu, Quercus boyntonii z Alabamy a Quercus mulleri z Mexika. V kategorii ohrožené druhy je zařazeno dalších 23 druhů, pocházejících ze Severní Ameriky (z USA a Mexika). V Česku je veden jako silně ohrožený dub cer a jako ohrožený dub pýřitý, který je chráněn též podle zákona.

## Ekologické interakce

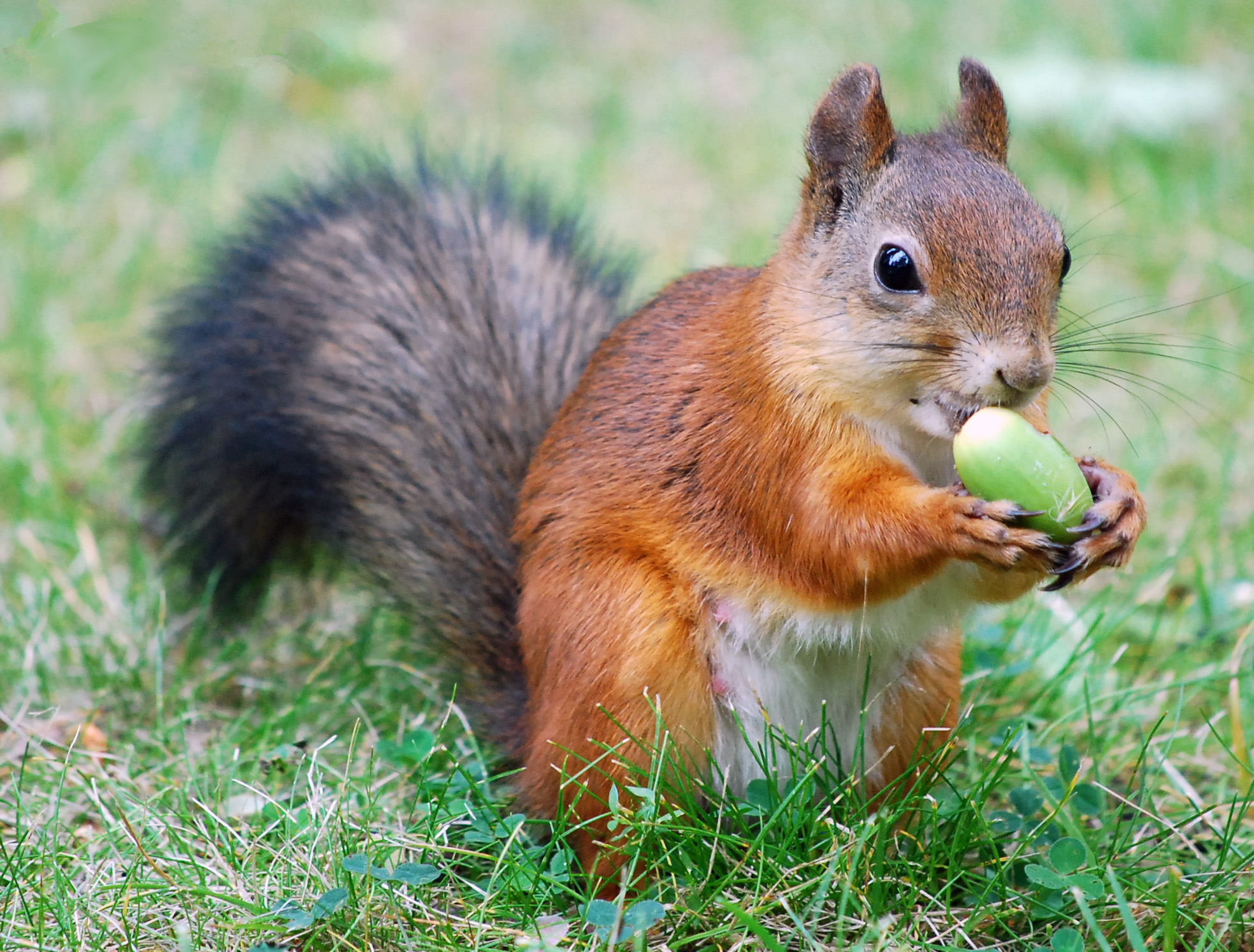
Veverka se žaludem

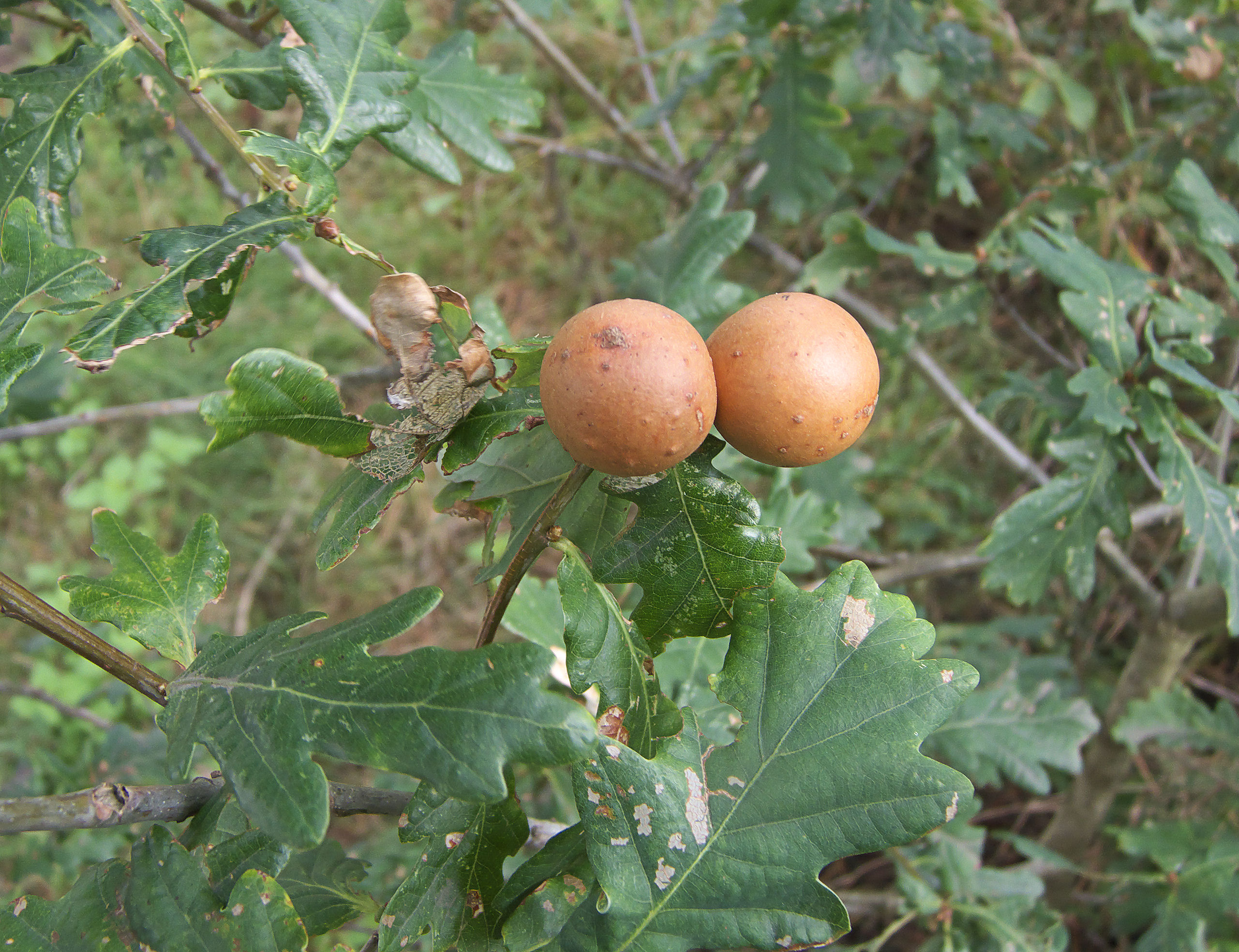
Hálky na dubu

Většina dubů jsou silně světlomilné dřeviny, jen nemnohé druhy dokážou růst i v polostínu; v hustě zapojeném lesním porostu nezmlazují a časem ustupují konkurenčně zdatnějším stinným dřevinám. Jejich další ekologické nároky jsou značně rozmanité: některé vyžadují hluboké, humózní, živinami bohaté půdy (typicky třeba dub letní), jiné dobře rostou i na chudších a sušších půdách či dokonce na extrémních stanovištích suchých skal a štěrků. Vyloženě mokré půdy vyhledává jen málo druhů (např. dub bahenní, dub lyrovitý), k vápnomilným druhům patří dub šípák, dub libanonský nebo velkokvětý. Při pokácení je většina druhů nadána dobrou pařezovou výmladností, čehož se využívalo při tradičním pařezinovém lesním hospodaření. Vzhledem k jejich světlomilnosti jim svědčí také výběrová těžba a lesní pastva.
Žaludy dubů vyhledává ke konzumaci celá řada savců, např. prase divoké, plši a veverky. Duby také poskytují potravu celé škále různých druhů hmyzu. Listím se živí housenky řady denních i nočních motýlů, v Česku je to např. obaleč dubový (Tortrix viridana), bourovec dubový (Lasiocampa quercus), ostruháček česvinový (Satyrium ilicis), ostruháček dubový (Neozephyrus quercus), bourovčík toulavý (Thaumetopoea processionea), hřbetozubec Milhauserův (Harpyia milhauseri), stužkonoska úzkopásná (Catocala promissa), některé zobonosky a mnohé jiné. V živém dřevě se vyvíjejí larvy tesaříka obrovského (Cerambyx cerdo), v odumřelých částech žijí larvy tesaříka dubového (Plagionotus arcuatus) či tesaříka rudého (Pyrrhidium sanguineum). V trouchu dubových stromů se vyvíjejí larvy roháče obecného (Lucanus cervus).
Existuje i mnoho škůdců a parazitů dubu: Hálky na listech či větévkách tvoří různé žlabatky, zejména žlabatka duběnková (Andricus kollari), žlabatka dubová (Cynips quercus-folii), žlabatka penízková (Neuroterus numismalis), žlabatka hrášková (N. quercusbaccarum), žlabatka šišticová (Andricus foecundatrix) či žlabatka kalichová (Andricus quercuscalicis), dále i mnozí vlnovníci a červci. V korunách často vyrůstá poloparazitická rostlina ochmet evropský (Loranthus europaeus), obvyklou parazitickou houbou je pstřeň dubový.
Vztahy mykorhizy budují duby s vícero druhy hřibů (hřib dubový, hřib královský, hřib plavý, hřib koloděj), ryzců (ryzec zlatomléčný, ryzec dubový) a muchomůrek (muchomůrka zelená), s některými kozáky a dalšími houbami. Jedná se o mykorhizu ektotrofní, kdy houbová vlákna nepronikají do samotných buněk kořenů. Významnými houbami asociovanými s dubem jsou rovněž lanýže.

## Taxonomie a systematika

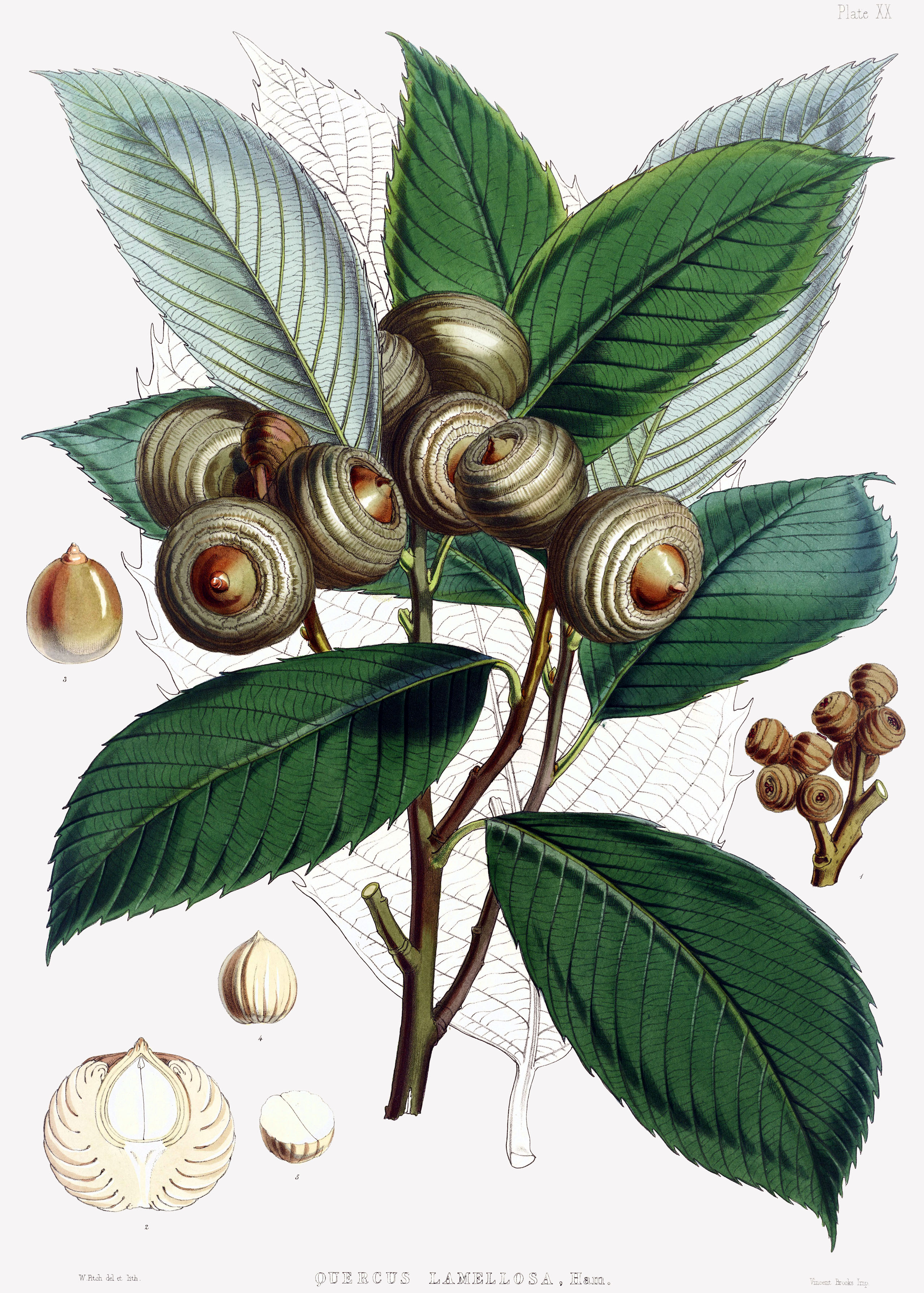
Quercus lamellosa, řazený do sekce Cyclobalanopsis

### Klasické taxonomické systémy
Rod dub patří mezi taxony, které popsal Carl Linné ve své knize Species plantarum z roku 1753; zařadil do něho 14 tehdy známých druhů ze Starého i Nového světa. Další popsané druhy přibývaly v 19. a 20. století. První systematické uspořádání rodu do 10 sekcí a dále na duby Starého a Nového světa pochází ze 30. let 19. století (John C. Laudon) a posléze následovala další, která se od sebe často i velmi výrazně lišila. Důvodem pro tuto různost je jednak morfologická proměnlivost mnoha druhů, jednak fakt, že mnohé morfologické rysy se vyvinuly konvergentně u různých zástupců v různých geografických regionech. Dosud nejpřijímanější morfologicky orientovaná pojetí uveřejnili Aimée A. Camusová (1936–1954, 2 podrody, 6 sekcí), Otto K. A. Schwarz (1936, 4 podrody) a Kevin C. Nixon roku 1993; rod je v něm členěn do dvou podrodů Cyclobalanopsis a Quercus, a ten dále do tří sekcí: Protobalanus, Lobatae a všeshrnující sekce Quercus. Podrod Cyclobalanopsis dosud je v různých zdrojích někdy pojímán i jako samostatný rod.

### Fylogenetika

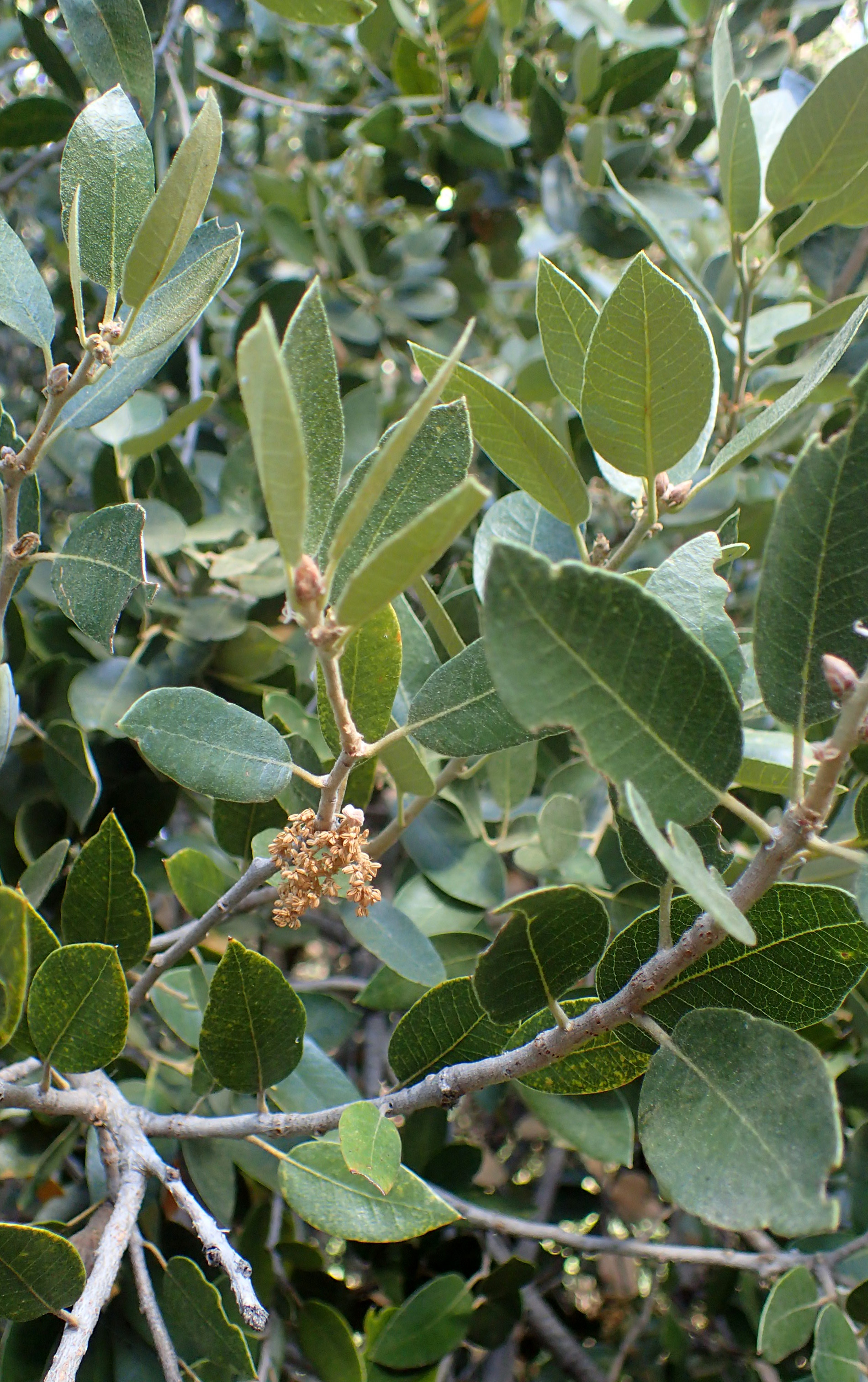
Quercus chrysolepis

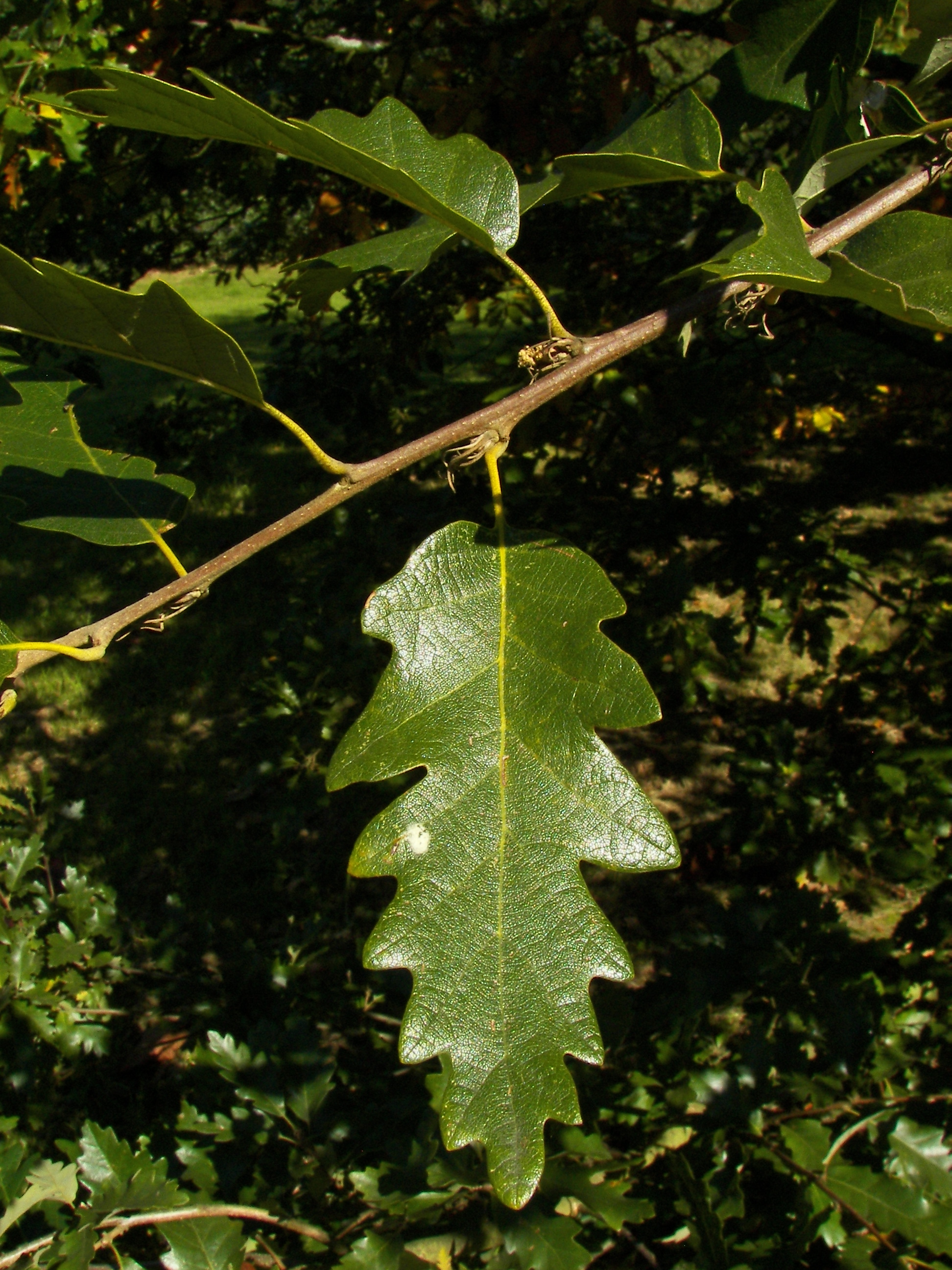
Větévka dubu ceru s listem a dobře patrnými vytrvalými nitkovitými palisty kolem pupenů

Molekulární výzkumy v rostlinné systematice po roce 2000 dosavadní morfologické pojetí zpochybnily. Všemi dosavadními studiemi bylo především jednoznačně odmítnuto vyčleňování sekce Cyclobalanopsis do samostatného podrodu či dokonce rodu. Místo toho se ukazuje rozdělení rodu na dvě monofyletické větve s platností podrodu a celkově 8 podřazených vývojových kladů. Sesterským taxonem je monotypický rod Notholithocarpus, s jediným druhem rostoucím v Kalifornii a jižním Oregonu. Současná fylogenetická klasifikace rodu dub je následující:
Podrod Quercus – opadavé i stálezelené duby převážně Nového, ale též Starého světa
- sekce Protobalanus – 5 druhů jihozápadu Severní Ameriky a severozápadního Mexika; žaludy s plstnatým endokarpem, dozrávající druhým rokem, typovým druhem Quercus chrysolepis
- sekce Ponticae – disjunktní sekce s pouze 2 druhy: opadavý dub černomořský v Malé Asii a na Kavkaze a stálezelený Quercus sadleriana v Kalifornii, žaludy dozrávají první rok, endokarp lysý, výrazně dlouhé samčí jehnědy a velké pupeny
- sekce Virentes – 7 druhů na jihovýchodě USA, v Mexiku, ve Střední Americe a na Kubě; stálezelené (nebo alespoň zdánlivě) mj. dub virginský nebo dub kubánský (Q. cubana), úzké šupiny na číškách žaludů, dozrávajících prvním rokem
- sekce Quercus – tzv. bílé duby; nejpočetnější sekce se zhruba 150 druhy v Severní a Střední Americe, Evropě, východní Asii a severní Africe. Žaludy dozrávají první rok, endokarp je víceméně lysý. Z amerických sem patří např. dub bílý, dub lyrovitý, dub dvoubarevný, dub oregonský nebo dub hvězdovitý, z asijských dub zubatý, dub mongolský nebo dub velkokvětý, řadí se sem rovněž většina středoevropských dubů (dub letní, dub zimní, dub balkánský, dub pýřitý a další).
- sekce Lobatae – tzv. červené duby, rozšířené v Severní a sporadicky i Střední a Jižní Americe. Zhruba 120 druhů, opadavé i stálezelené, s listy laločnatými nebo celistvými, žaludy zrajícími prvním, zřídka i druhým rokem a endokarpem plstnatým. Dub červený, dub šarlatový, dub marylandský, dub černý, dub cesmínolistý, dub bahenní a další

Podrod Cerris – výhradně Eurasie a severní Afrika
- sekce Cyclobalanopsis – kolem 90 druhů stálezelených dubů rozšířených výhradně v tropické a subtropické Asii. Číšky žaludů jsou charakteristické šupinami tvořícími soustředné kruhy.
- sekce Ilex – asi 35 druhů rozšířených v Evropě (převážně ve Středomoří) a v severní Africe, jako dub cesmínovitý, kermesový a další. Převážně stálezelené, listy často s ostnitými zuby, endokarp žaludu plstnatý.
- sekce Cerris – 10–12 druhů v Eurasii a severní Africe, např. dub korkový, dub libanonský, dub špičatolistý nebo dub cer[29][31][32]

Určování dubů v terénu je často obtížné, neboť jsou jednak morfologicky dosti proměnlivé, jednak se mezi sebou běžně kříží, včetně vytváření plodných zpětných kříženců a přechodných forem. Mnoho drobných druhů dosud není uspokojivě prozkoumáno a rovněž uspořádání uvnitř jednotlivých navržených sekcí vyžaduje další studium. Kolem taxonomického statusu jednotlivých morfologických forem a synonym panuje řada nejasností, i počet druhů uváděných v různých zdrojích se z tohoto důvodu výrazně rozchází.

## Evoluce
Nejstarší fosilní nálezy přiřazené k rodu dub jsou datovány do pozdního paleocénu a jejich stáří určeno na zhruba 55 milionů let; makrofosilie (listy, žaludy) pak byly nalezeny na všech třech kontinentech, kde se duby vyskytují, a datují se do středního eocénu. Na oblast původu rodu existují různé teorie. Jedna z nich předpokládá jeho vznik v jihovýchodní Asii a odtud následné šíření jednak západním směrem do Evropy a dále severoatlantickým pevninským mostem na východ Severní Ameriky, jednak přes Beringovu šíji na západ Ameriky. Druhá počítá s širokou přítomností původních dubů ve smíšených lesích po celé severní polokouli a následnou speciací po oddělení kontinentů, což by vysvětlovalo i nápadnou vikarizaci druhů (i většiny sekcí) mezi Amerikou a Eurasií. Dle fosilních nálezů je zřejmé, že rod prodělal bouřlivou speciaci následkem klimatických změn v oligocénu a miocénu; předpokládá se, že ve středním miocénu již existovala většina recentních druhů.

## Využití

### Dřevo

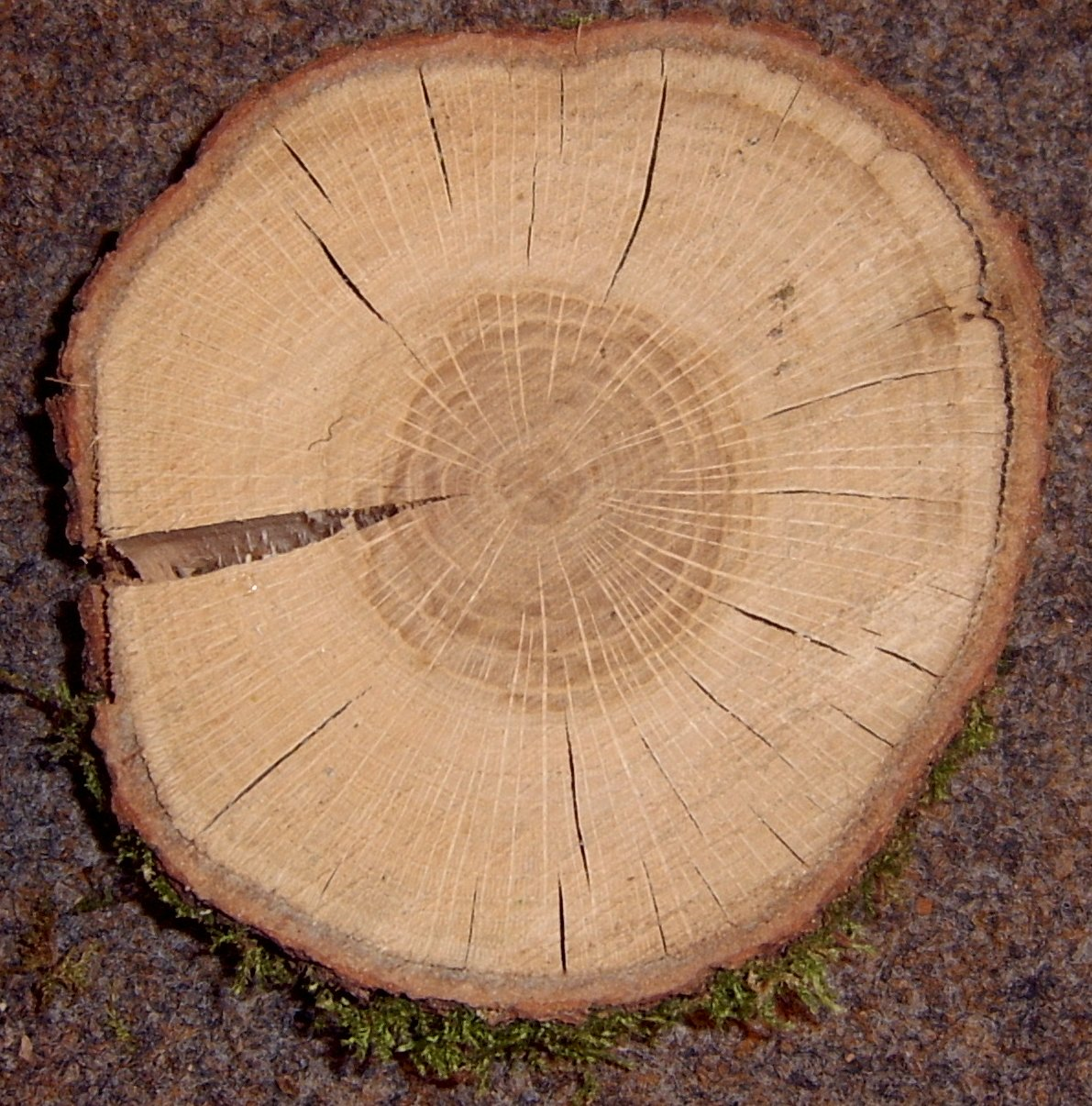
Řez kmenem dubu letního

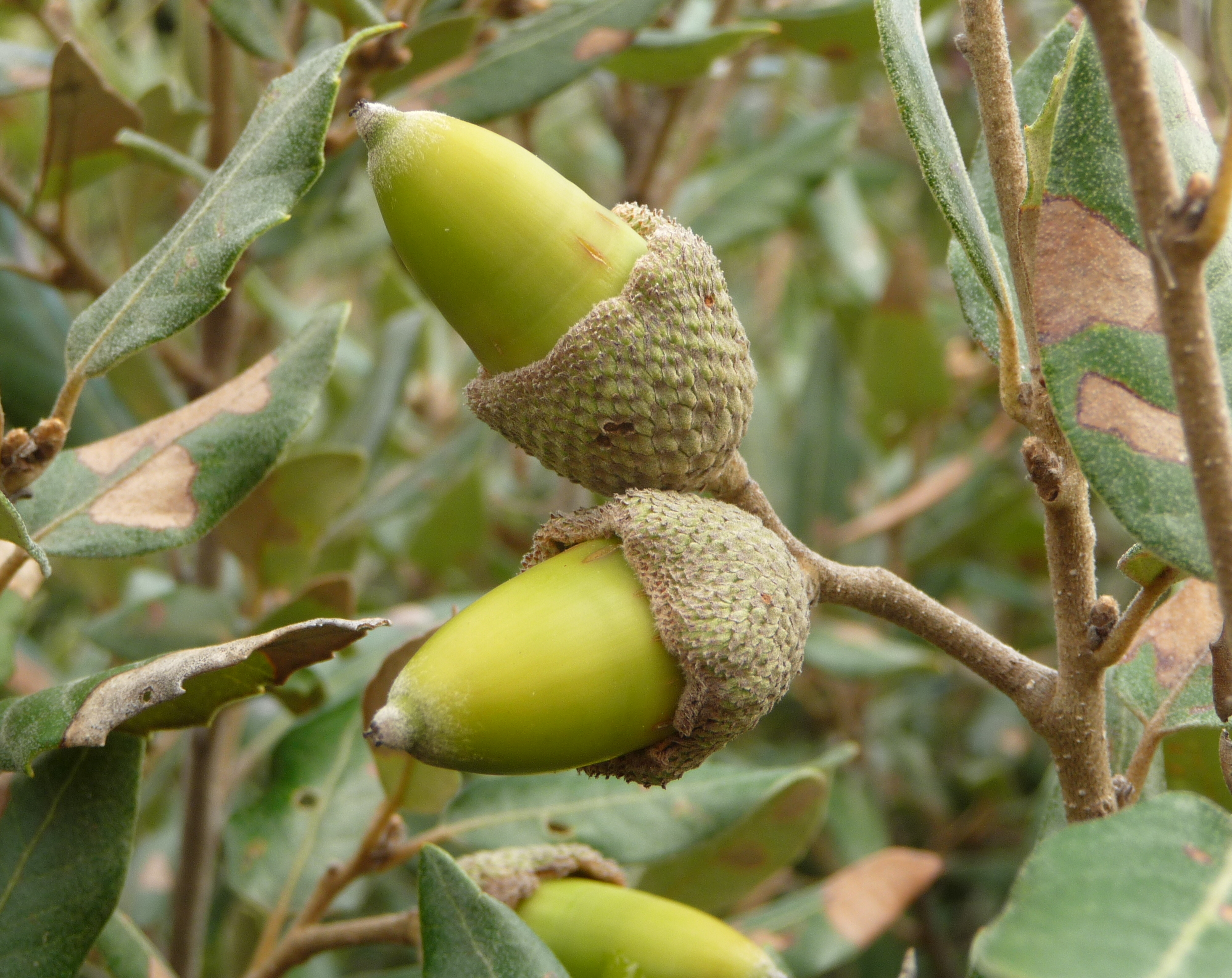
Jedlé žaludy dubu cesmínovitého

Duby jsou z hlediska zdroje kvalitního dřeva jedny z nejdůležitějších stromů severní polokoule. Dřevo většiny druhů, převážně však těch řazených mezi „bílé duby“, je tvrdé, těžké, houževnaté, pevné a velmi trvanlivé, dobře odolává hmyzu a dobře se opracovává i lepí. Má úzkou, světle šedou běl a šedohnědé jádro, dobře znatelné letokruhy a cévy, dřeňové paprsky na příčném řezu vytvářejí lesklé plošky zvané zrcadélka. Používalo se po staletí k výrobě nosných trámů, podlah, parket, nábytku i sudů, v raném novověku byly z dubového dřeva stavěny též těžké válečné lodě. Díky obsahu tříslovin je velmi trvanlivé ve vlhku a ve vodě, což je výhodou u vodních konstrukcí. Se svou dobrou opracovatelností je oblíbeno i v řezbářství. Dřevo tzv. červených dubů je měkčí a co do odolnosti i kvality poněkud horší; málo trvanlivá je též běl dubu, proto se zpravidla odstraňuje. Před zpracováním je vhodné provést vymytí tříslovin z řeziva pomocí deště. Ceněný je též tzv. subfosilní dub neboli dřevo dubových kmenů a větví nalézaných v rašeliništích a ve vrstvách štěrkopísku. Vlivem reakce tříslovin ve dřevě s železitou vodou nabývá toto dřevo nahnědlých až modročerných odstínů a občas obsahuje úzké stříbřité pruhy. 

Alkoholické nápoje, zrající v sudech z dubového dřeva, získávají nezaměnitelnou příchuť označovanou jako barrique, při uzení má dubové dřevo velkou výhřevnost a výraznou hořce kouřovou vůni. Užívalo se ho též pro výrobu dřevěného uhlí či přímo jako paliva. Z borky dubu korkového, pocházejícího ze západního Středomoří, je získáván korek. Za tímto účelem se dnes tento dub pěstuje v klimaticky příhodných oblastech celého světa.

### Žaludy, kůra a listy

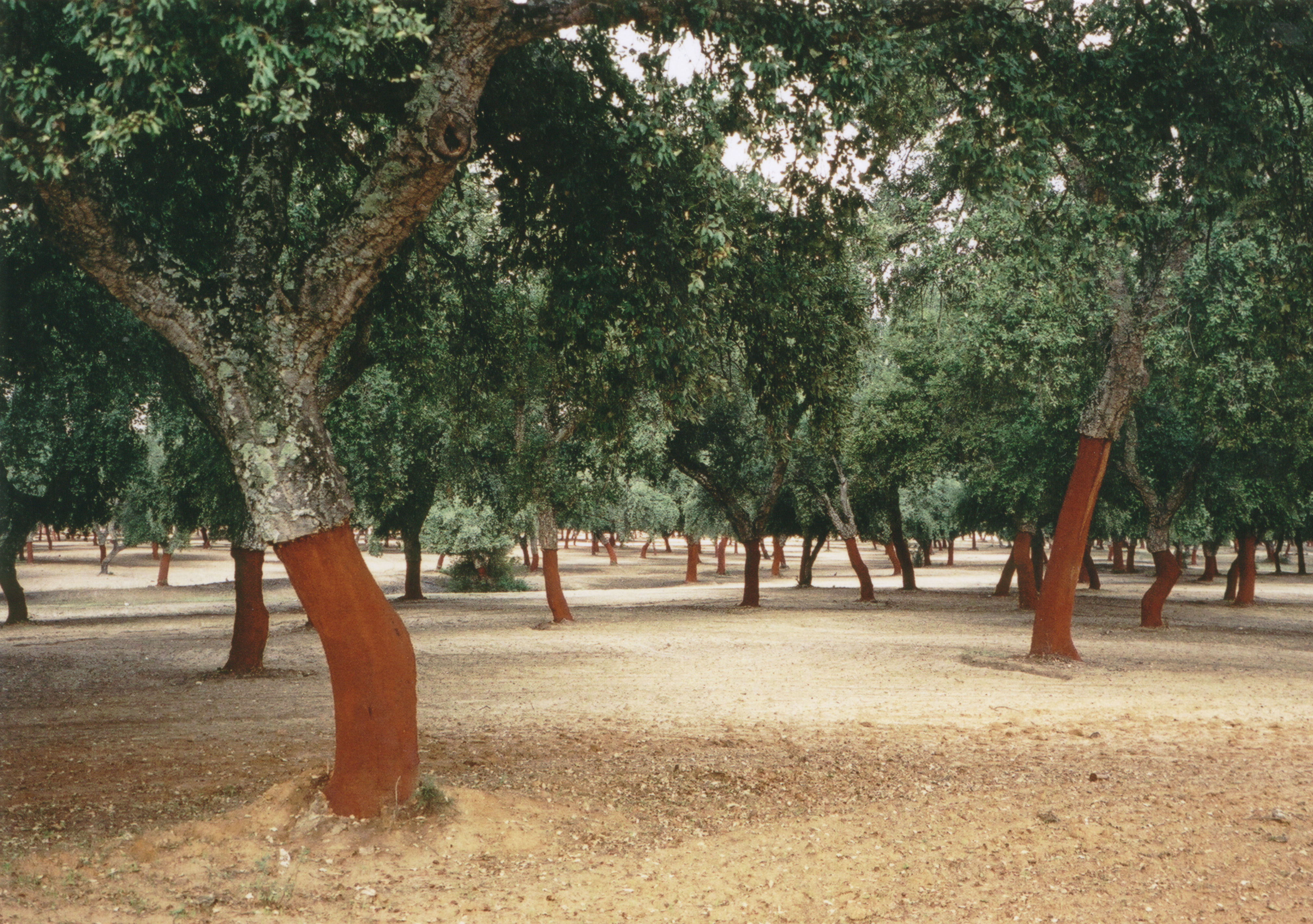
Plantáž dubu korkového

Žaludy obsahují množství škrobu, sacharidů, rostlinných olejů a tříslovin, u většiny druhů však mají svíravou či přímo hořkou chuť. Poživatelné a lidmi konzumované žaludy mají např. středomořský dub cesmínovitý (Quercus ilex), indický Q. glauca, íránský Q. persica a severoamerické Q. emoryi a Q. semecarpifolia. Používají se pražené nebo se melou jako přísada do mouky, z hořčejších se připravovaly kávové náhražky. Žaludy slouží také jako krmivo pro hospodářská zvířata, odedávna se jejich výživové hodnoty využívalo při lesní pastvě prasat. Z dubů jsou získávány třísloviny a kůra a listy byly používány k vyčiňování kůží. Velké množství tříslovin obsahují také duběnky, hálky vznikající na listech dubů po nakladení vajíček do pupenu dubu žlabatkou. Hálky na listech dubu hálkového (Quercus infectoria) z jihozápadní Asie obsahují až 70 % tříslovin a jsou prodávány jako halepské duběnky; z některých druhů duběnek se v minulosti vyráběl duběnkový inkoust.

### Lékařství a léčitelství
V bylinném léčitelství se využívá zejména mladá kůra dubu letního, případně i jiných lokálně rostoucích druhů, získávaná na jaře z mladých větví a tenkých dubových kmínků, méně často též jeho na podzim sklízené a oplodí zbavené žaludy. Po usušení, v případě žaludů upražení, se surovina obvykle mele na prášek. Získaná droga obsahuje množství tříslovin, katechiny, fytoncidy, kyselinu ellagovou, kvercetinovou a další látky, např. glukokinin. Podává se vnitřně ve formě odvaru jako adstringens při průjmech a zánětech sliznic a trávicího ústrojí, užívána je také zevně k oplachům a koupelím při nadměrném pocení, popáleninách, omrzlinách či k zastavení krvácení. Extrakt z hálek výše zmiňovaného dubu hálkového má prokázané antibakteriální efekty, především proti grampozitivním bakteriím a tradičně byl používán pro ústní hygienu. Dub je také zastoupen v Bachově květové terapii jako esence číslo 22.

### Okrasné dřeviny

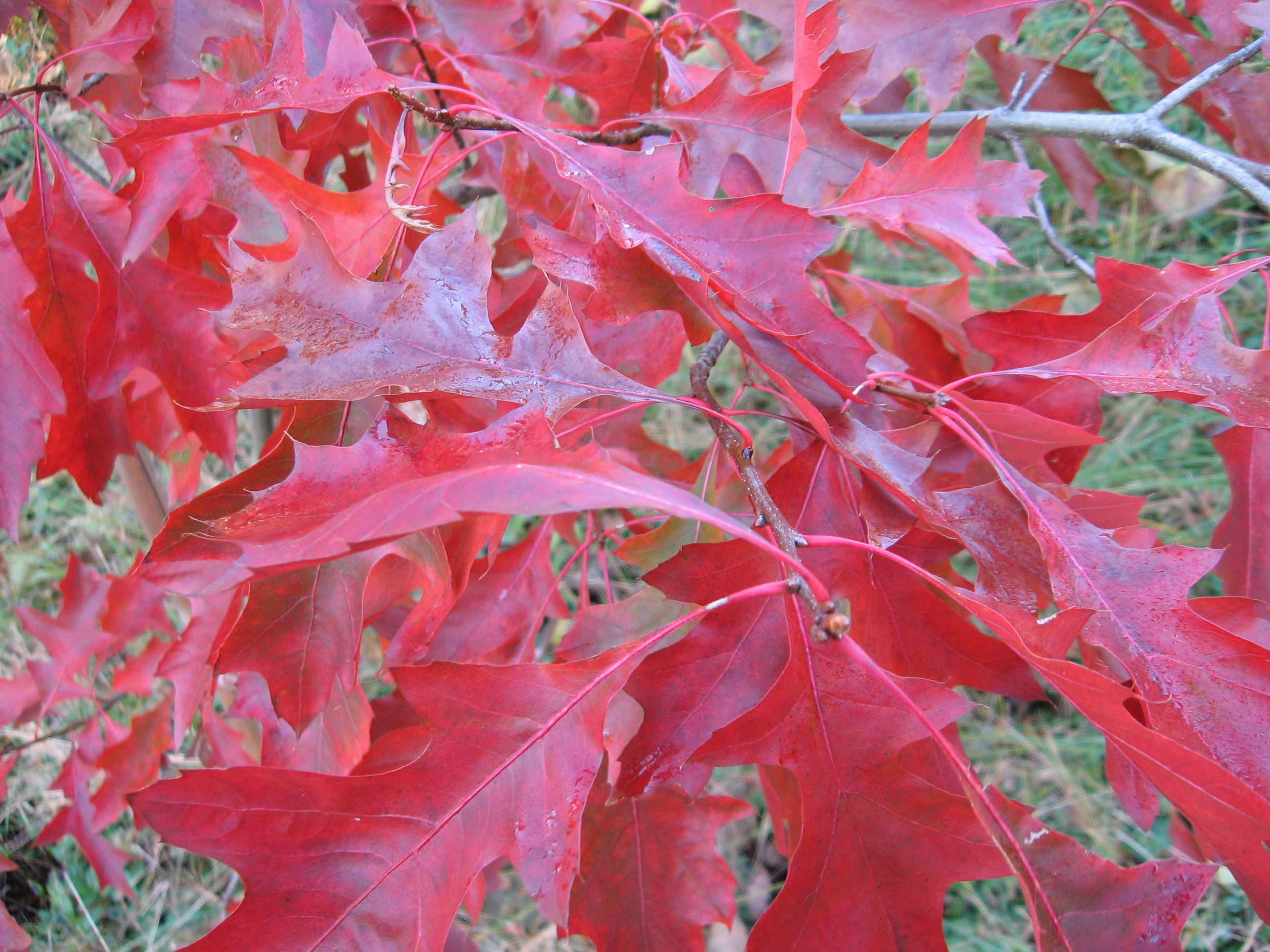
Podzimní zbarvení dubu šarlatového

Duby patří k nejvýznamnějším dřevinám pro sadovnické a krajinářské výsadby, jejich mohutné staré exempláře jsou ozdobou a chloubou mnoha parků a zámeckých zahrad. Duby lze použít jako solitéry, které získávají na kráse především s věkem, do kulisových skupinových výsadeb, jako alejové stromy, tradičně se jimi osazují též hráze a břehy rybníků. Kromě domácích druhů a jejich okrasných kultivarů je v ČR pěstován zejména severoamerický dub červený, který je místy vysazován i do lesních porostů. V Evropě se pěstuje již od 17. století. Z dalších druhů se častěji pěstuje např. dub balkánský, dub bahenní a další. V parcích a arboretech se lze setkat s některými nápadnými cizokrajnými duby, jako je např. dub celokrajný (Q. imbricaria) s celokrajnými listy bez laloků, dub libanonský s kopinatými zubatými listy nebo dub dvoubarevný (Q. bicolor) s listy na rubu bělavými. Některé v Česku pěstované duby jsou stálezelené, např. dub Turnerův (Q. ×turneri).

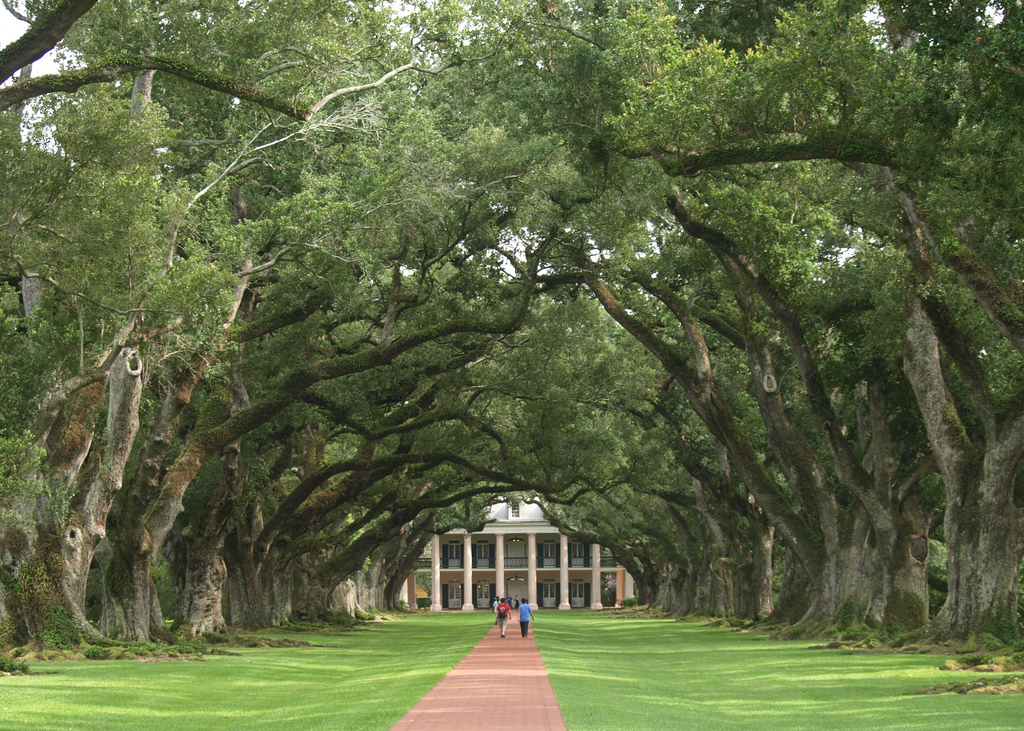
Výjev z amerického Jihu: koloniální sídlo s alejí dubů virginských

Mnoho starých dubů je chráněno jako památné stromy; letité duby virginské s rozložitou korunou a visícími tilandsiemi jsou ikonickým výjevem starého amerického Jihu. Listí některých druhů se na podzim zbarvuje do nápadných barevných odstínů: do jasně šarlatově červených např. dub šarlatový nebo dub bahenní, do nahnědle nebo oranžově červené dub červený nebo dub bílý, žluté listy má na podzim dub cesmínolistý nebo dub černomořský.

## Symbolický a kulturní význam

### Náboženství

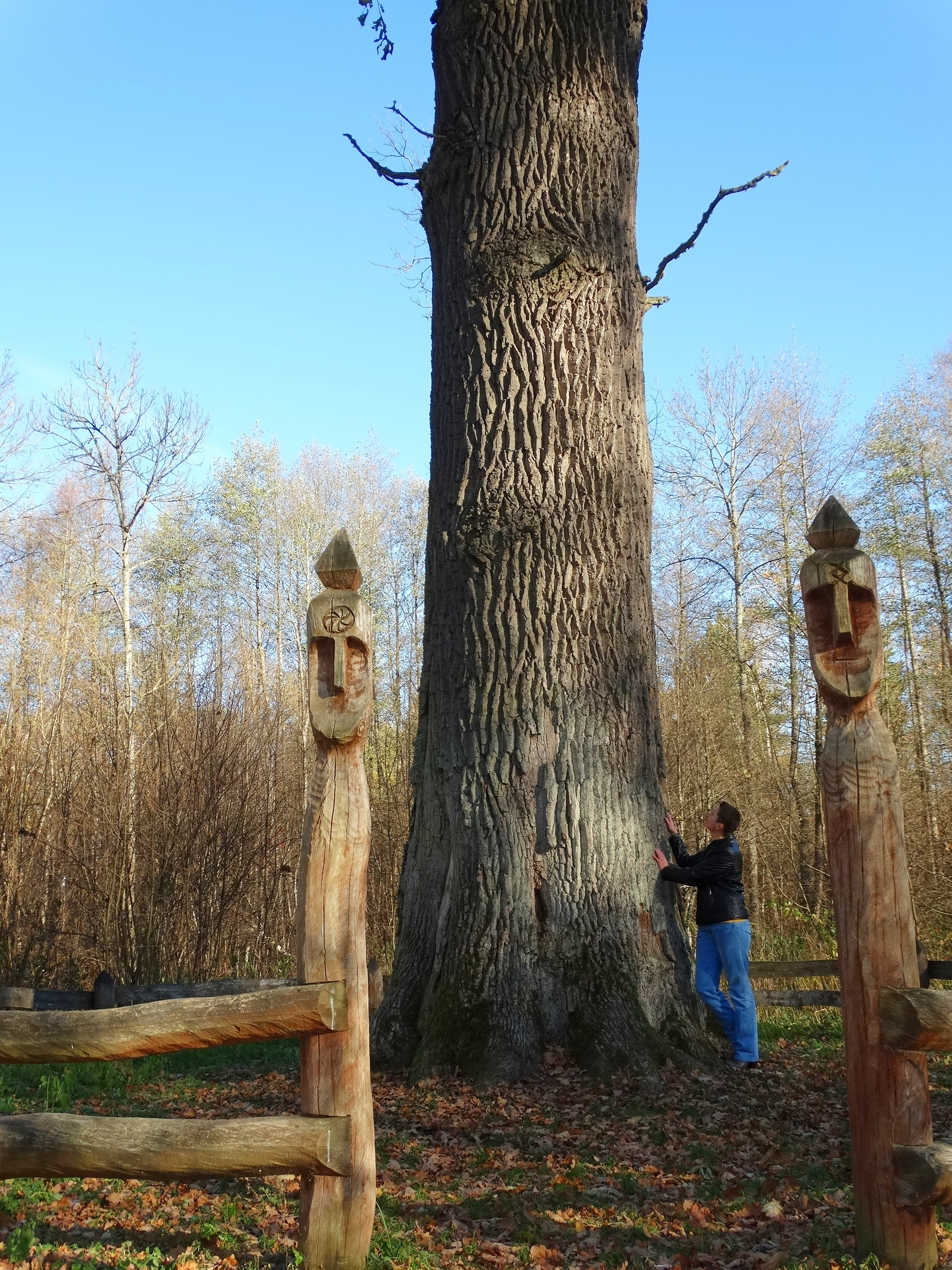
Asi 400 let starý dub v Gojauském lese v Litvě s rekonstruovanými starými modlami

Dub je u Indoevropanů tradičně zasvěcen hromovládným bohům: slovanskému Perunovi a baltskému Perkunovi, jejichž jména mohou být právě od výrazu pro tento strom odvozena, řeckému Diovi, jenž měl svůj posvátný dub v Dodóně, římskému Jupiterovi a Martovi nebo germánským hromovládcům, jako je Thór. V severské mytologii však najdeme také duby zasvěcené Ódinovi. Častý je motiv, že hromovládce s oblibou sesílá blesky na duby; že blesky skutečně nejčastěji udeří právě do dubu, je doloženo i empiricky. Dubové dřevo bylo v řecké, římské a germánské kultuře užíváno k rozdělávání živého ohně, jemuž byla přisuzována svatost a ochranná moc.
Symbolické postavení dubu u Indoevropanů se projevuje taktéž v jazykové rovině. V první řadě jde o výrazy vycházející z praindoevropského kořene *dóru („strom“), jež v některých jazycích označují nikoliv jakýkoliv strom, ale konkrétně dub, který je sémanticky spojen s představou síly, tvrdosti, odvahy, zdraví a v germánských jazycích také věrnosti a pravdivosti. Druhým praindoevropským kořenem je *pérkwus („dub“), jenž se však také odráží v různých výrazech pro doubravu či horu, obzvláště zalesněnou. Z tohoto kořene je také odvozeno rekonstruované praindoevropské jméno hromovládce *Perkwunos, které se ozývá ve slovanském Perun, baltském Perkunas, severském Fjörgynn, snad i védském Pardžanja, a ve jménech několika dalších mytických postav. Jméno lze přeložit jak jako „dubový, pán dubu“, tak jako „horský, pán hory“, případně „bijící (pán)“, přičemž je možné, že *pérkwus („dub“) znamenalo původně „strom, do kterého bije (hrom), strom zasvěcený bijícímu“. Stejný kořen je však často také zdrojem výrazů pro borovici.
Podobný význam jako u Indoevropanů má také kult dubu u kavkazských Gruzínců a Abchazů.

#### Keltové

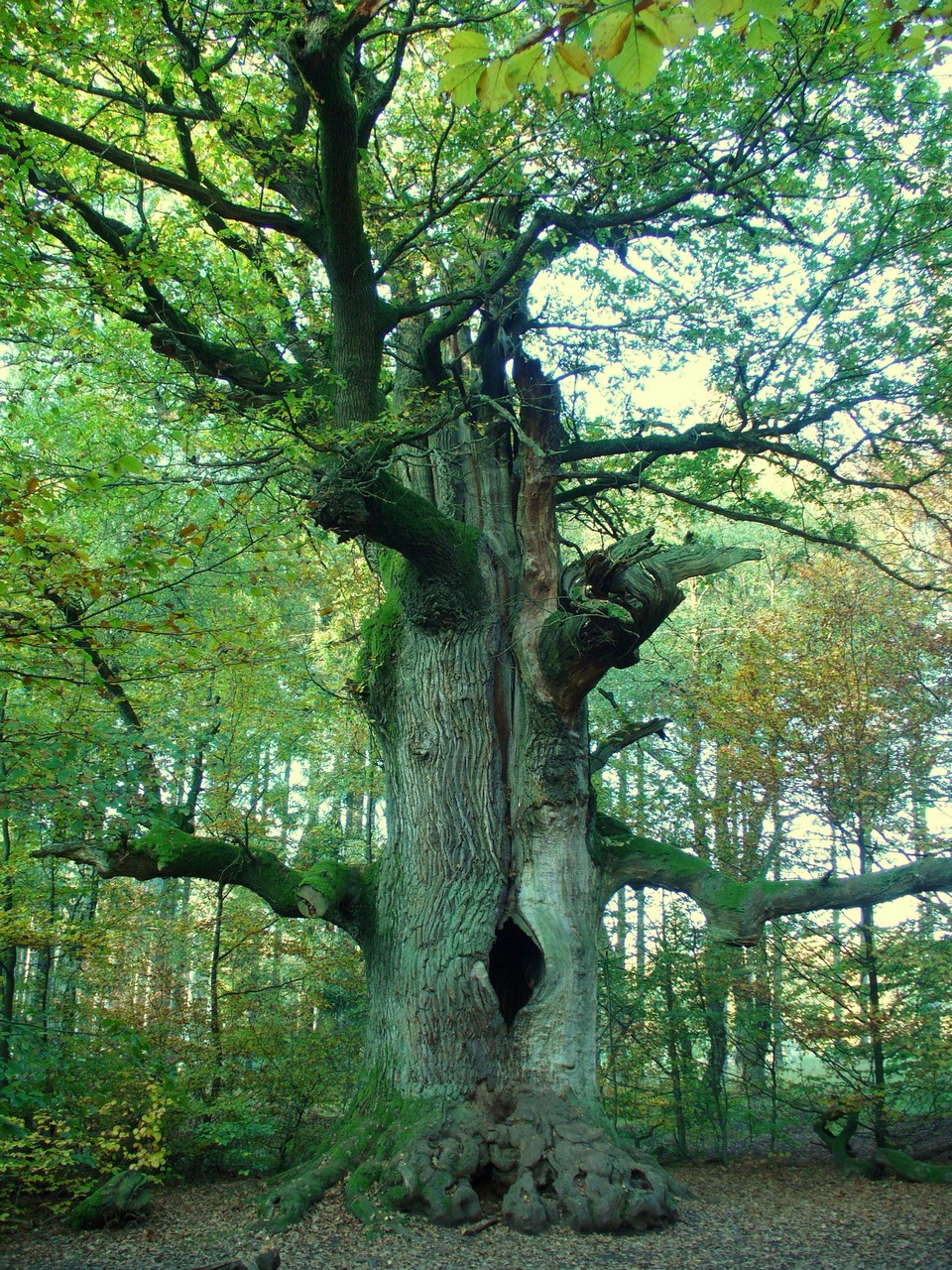
Staré vykotlané duby byly u starých národů považovány za sídlo lesních duchů a objektem uctívání

Dub je spojován s keltskými kněžími – druidy, jejichž jméno je vykládáno jako „dubový zřec“, jiní badatelé však souvislost mezi tímto slovem a dubem odmítají. Podle Plinia staršího měli tento strom v obzvláštní úctě, konali v dubových hájích své slavnosti a vysoce si cenili „jmelí“ na dubu rostoucího (z botanického hlediska tedy pravděpodobně ochmetu evropského). Římské prameny spojují dub s galským Jupiterem, čímž je snad myšlen Taranis. Cil Dara – „dubový kostel“, dnešní Kildare – je názvem kláštera, který byl založen svatou Brigitou, pravděpodobnou dědičkou irské bohyně Brigid.

#### Slované
Slované tradičně ctili posvátné duby zasvěcené Perunovi, velké úctě se těšily především stromy zasažené bleskem či jinak poznamenané živly. Slovanská úcta k dubu se dochovala hluboko do novověku, například ještě v 18. století zmiňuje ukrajinský církevní hodnostář Feofan Prokopovič, že je třeba zakazovat křesťanům zpívat pod duby modlitby. Jihoslované v obcích bez kostela konali pod dubem církevní i svatební obřady a přinášeli zde zvířecí oběti, například voly a berany. Dubu a jeho dřevu či listí byly přikládány magické vlastnosti jako ochrana domů před hromem; pálení dubového listí mělo přivolávat vítr, dubové věnce zavěšené na kravské rohy měly dobytku zajistit sílu a zdraví. Taktéž bylo dubu užíváno v magickém léčitelství, například věšením věcí nemocného na strom či zaklínáním nemoci do něj. Často byl dub vysazován při narození dítěte, především chlapce.

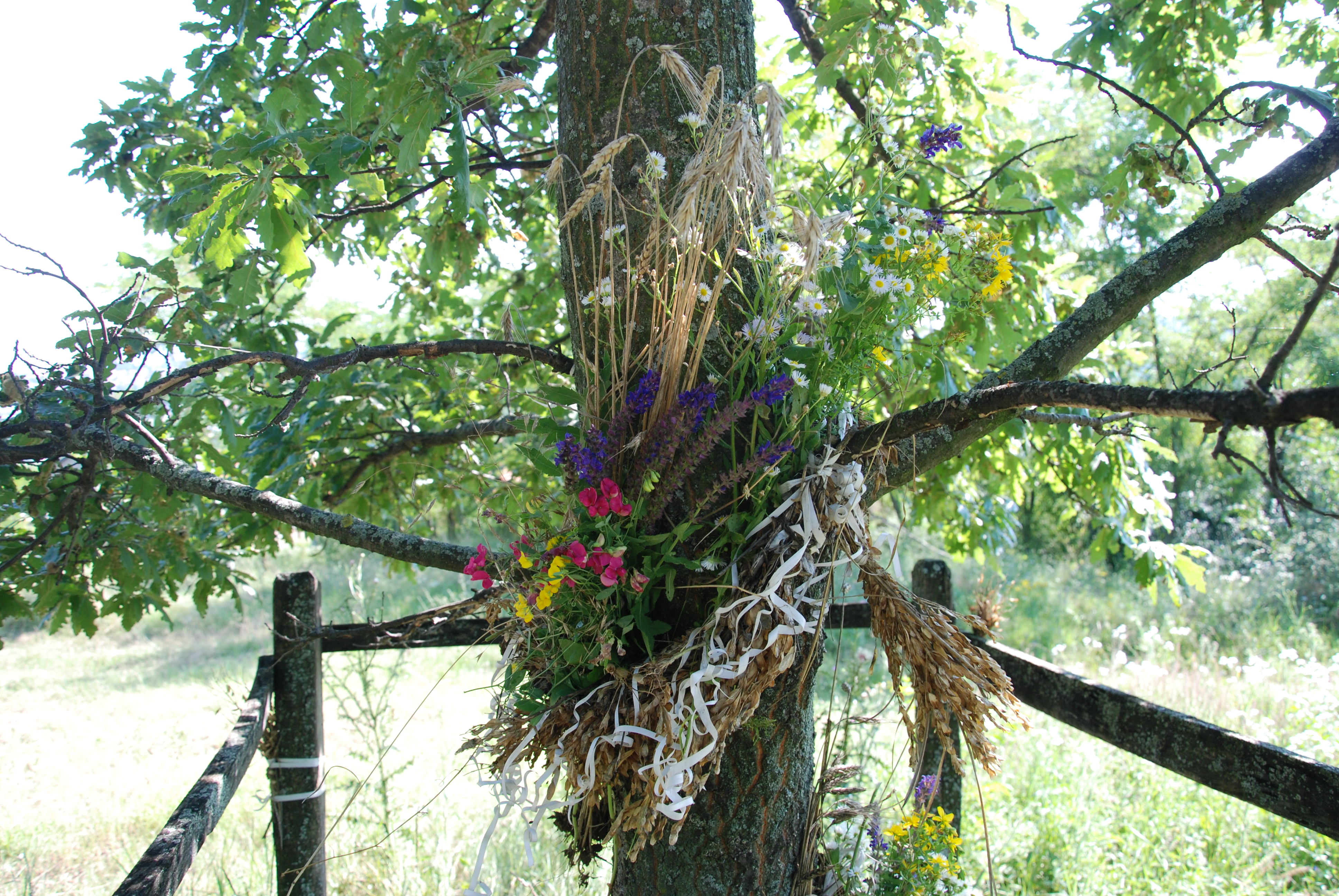
Posvátný strom poznamenaný křížem – tzv. zapis – bývá v srbském lidovém křesťanství často dub

Historicky je znám dub na ostrově Chortice na Dněpru, který zmiňuje Konstantin Porfyrogennétos. Byli mu obětováni kohouti, chléb a maso a okolo něj či do jeho kmene zaráženy střely. V Polsku byl ctěn Święty Dąb u Čenstochové a znám byl též dubový háj zasvěcený bohu Provenovi ve Starigradu, dnešním městě Oldenburg in Holstein. Archeologové také nalezli nedaleko Kyjeva, v blízkosti ústí Desny do Dněpru, téměř deset metrů vysoký dub, do něhož bylo zaraženo devět kančích čelistí. Kanec nejspíše symbolizoval sílu.

### Heraldika
Dub je národním stromem Německa, Velké Británie, Spojených států, Lotyšska, Litvy, Španělska, Polska, Srbska a neoficiálně též Estonska. Často se objevuje jako heraldická figura ve znacích regionů a měst; bývá zobrazován buď jako celý stylizovaný strom, nebo jen jeho části, obvykle žaludy, listy nebo větev s obojím. Ve znaku symbolizuje sílu, věrnost, pevnost a vytrvalost.

## Galerie

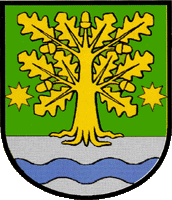
Stylizovaný dub ve znaku města Dubove na Ukrajině
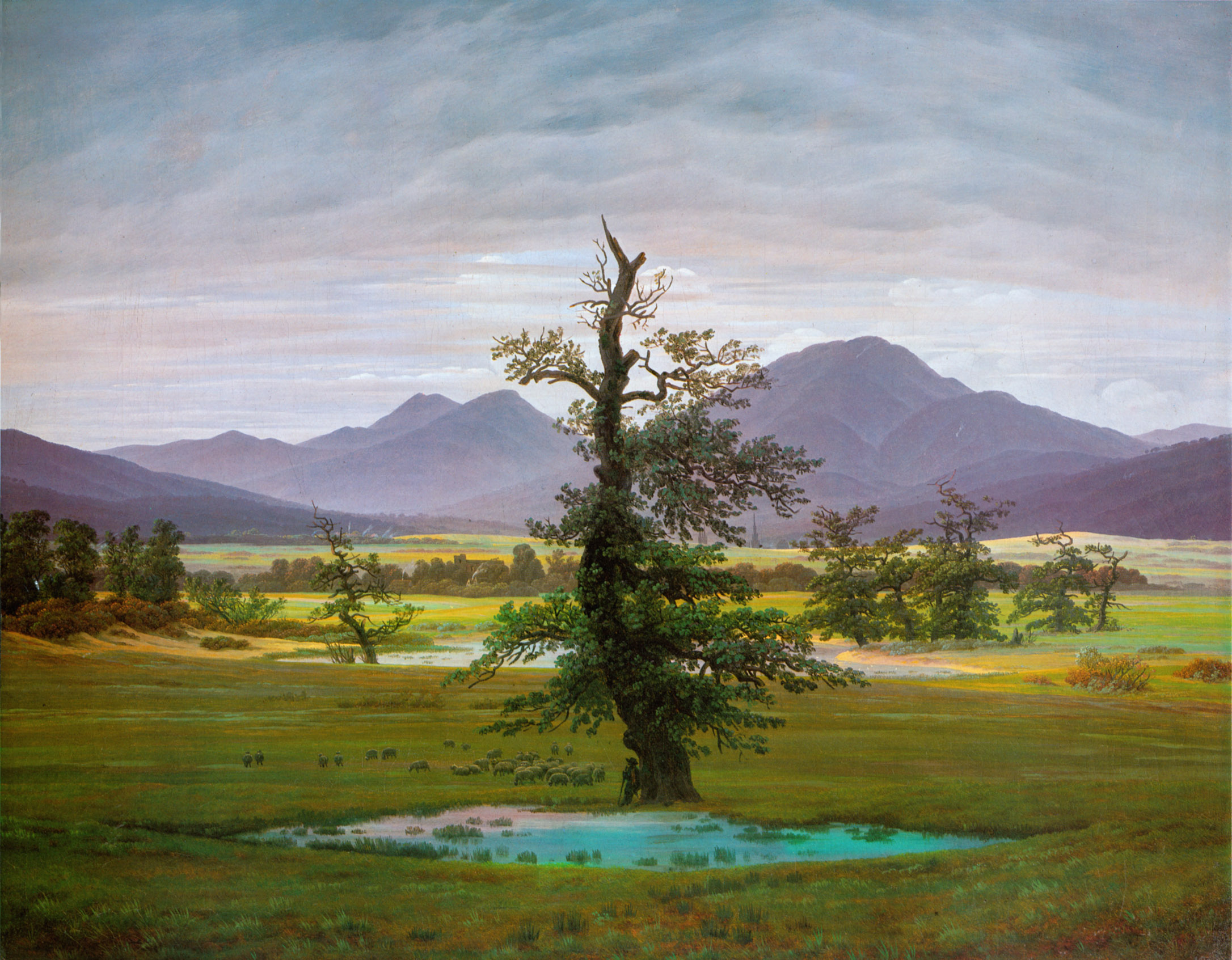
Osamělý strom – malba Caspara Davia Friedricha z období romantismu
Dubový háj – malba Ivana Ivanoviče Šiškina
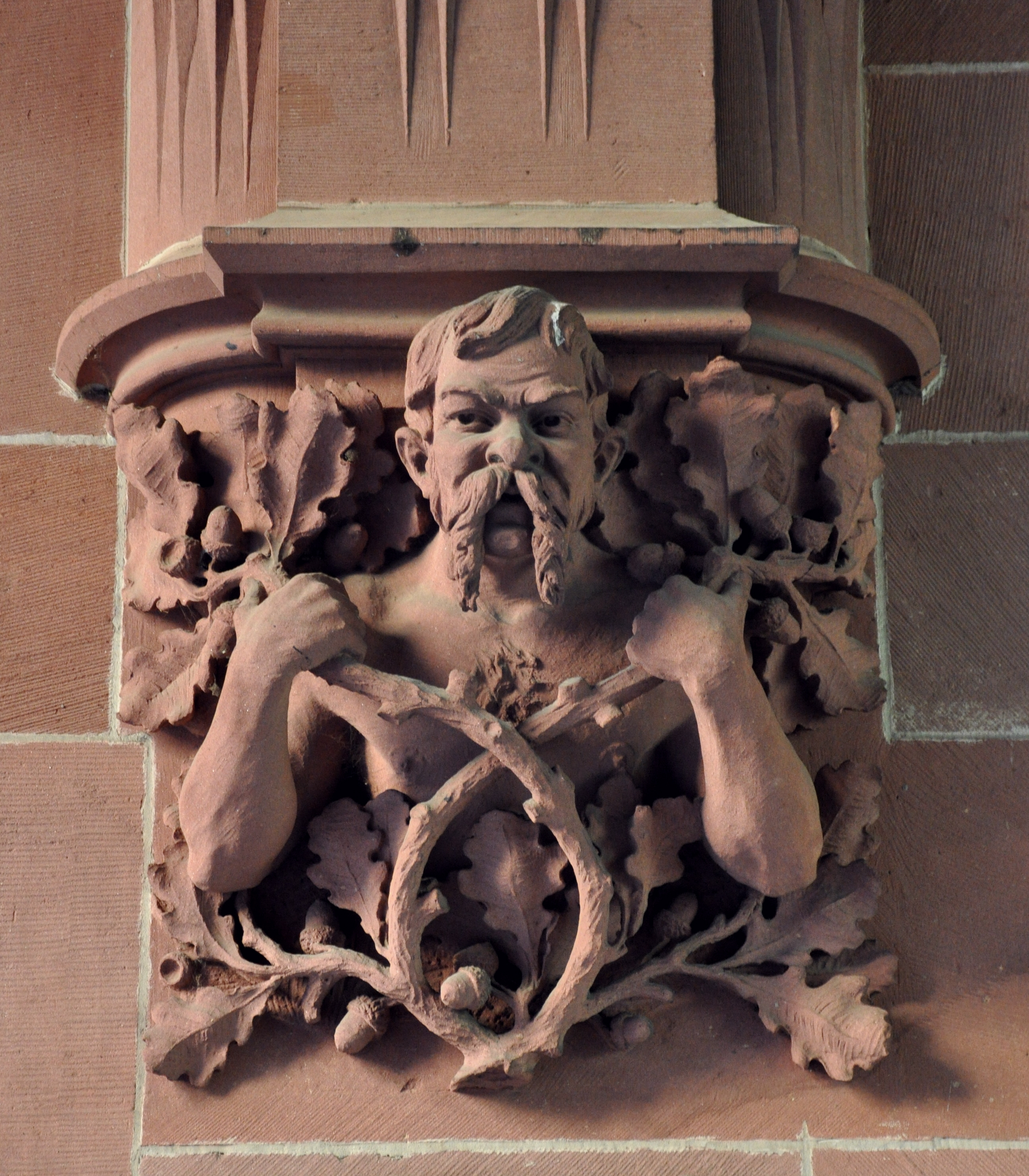
Reliéf tzv. Zeleného muže na frankfurtské radnici
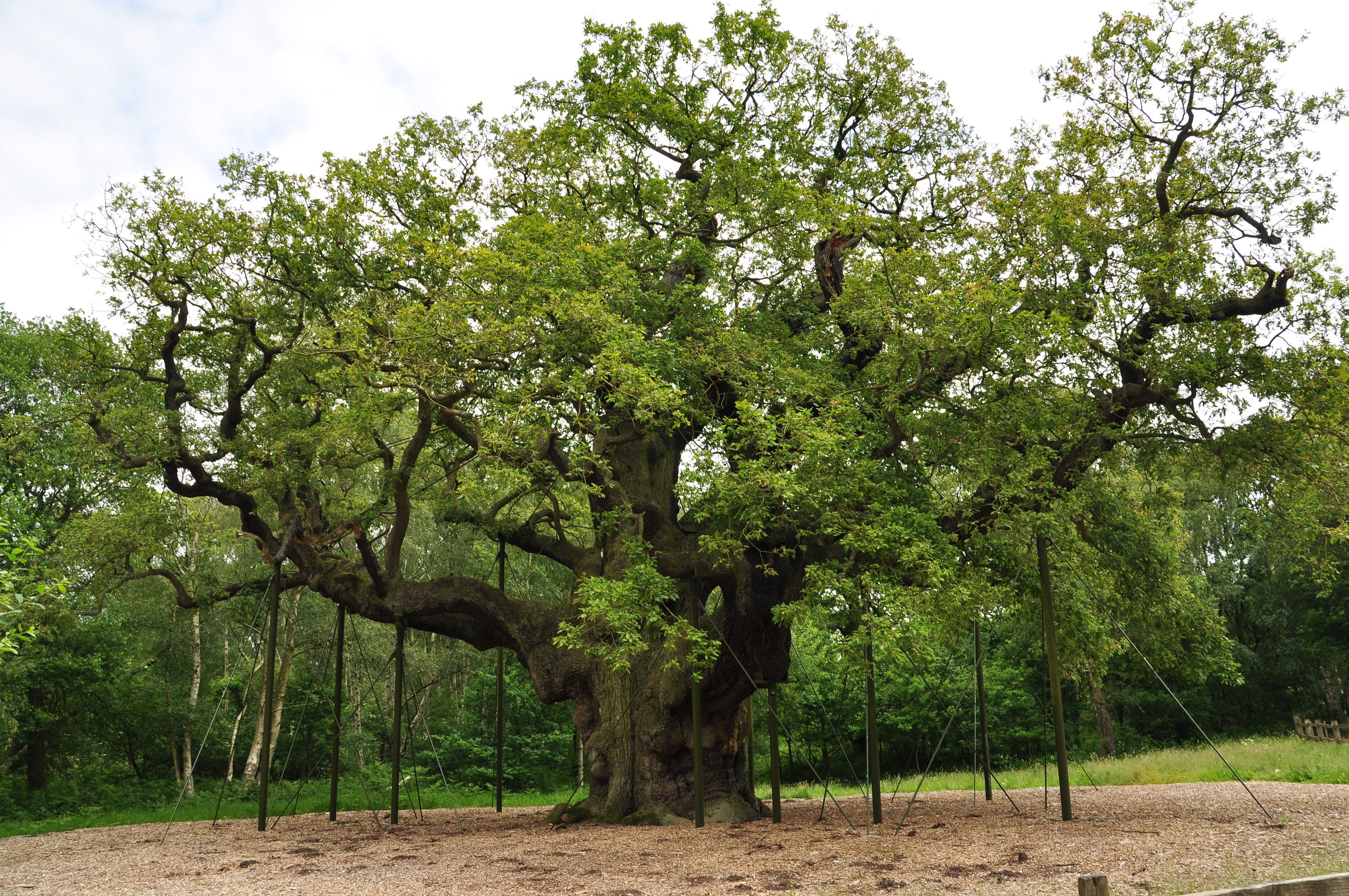
Major oak v Sherwoodském lese poblíž Nottinghamu, v němž se dle legendy ukrýval slavný zbojník Robin Hood
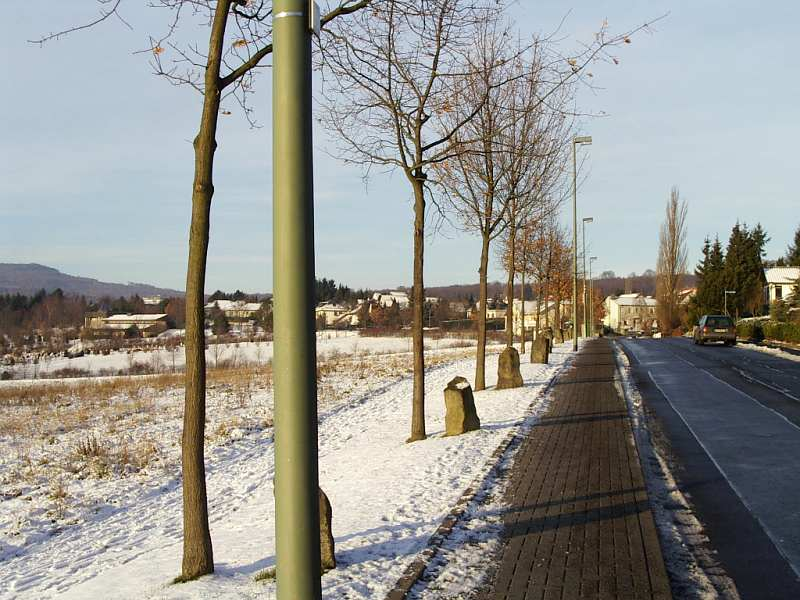
Z instalace 7000 dubů německého konceptuálního umělce Josepha Beuyse
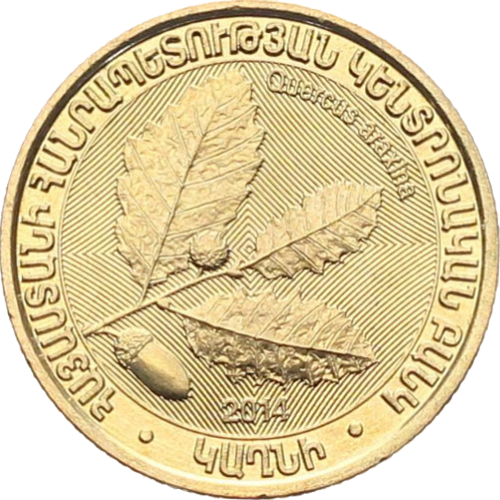
Památní arménská mince se zobrazením dubu arménského

## Vybraní zástupci
Amerika
- dub bahenní (Q. palustris)
- dub bílý (Q. alba)
- dub celokrajný (Q. imbricaria)
- dub cesmínolistý (Q. ilicifolia)
- dub černý (Q. nigra)
- dub červený (Q. rubra)
- dub dvoubarevný (Q. bicolor)
- dub Gambelův (Q.gambelii)
- dub horní (Q. montana)
- dub hvězdovitý (Q. stellata)
- dub košíčkatý (Q. prinus)
- dub křovitý (Q. prinoides)
- dub lyrovitý (Q. lyrata)
- dub marylandský (Q. marilandica)
- dub Michauxův (Q. michauxii)
- dub Muehlenbergův (Q. muehlenbergii)
- dub oregonský (Q. garryana)
- dub různolistý (Q. ×heterophylla)
- dub sametový (Q. velutina)
- dub srpovitý (Q. falcata)
- dub šarlatový (Q. coccinea)
- dub velkoplodý (Q. macrocarpa)
- dub virginský (Q. virginiana)
- dub vrbolistý (Q. phellos)

Evropa
- dub balkánský (Q. frainetto)
- dub cer (Q. cerris)
- dub cesmínovitý (Q. ilex)
- dub jadranský (Q. virgiliana)
- dub kermesový (Q. coccifera)
- dub korkový (Q. suber)
- dub letní (Q. robur)
- dub portugalský (Q. faginea)
- dub pyrenejský (Q. pyrenaica)
- dub pýřitý (Q. pubescens)
- dub španělský (Q. ×hispanica)
- dub taborský (Q. ithaburensis)
- dub trojský (Q. trojana)
- dub zimní (Q. petraea)
- dub žlutavý (Q. dalechampii)

Asie
- dub arménský (Q. hartwissiana)
- dub černomořský (Q. pontica)
- dub hálkový (Q. infectoria)
- dub kaštanolistý (Q. castaneifolia)
- dub libanonský (Q. libani)
- dub mnohoplodý (Q. polycarpa)
- dub mongolský (Q. mongolica)
- dub plavožlutý (Q. gilva)
- dub proměnlivý (Q. variabilis)
- dub špičatolistý (Q. acutissima)
- dub šupinatý (Q. macrolepis)
- dub velkokvětý (Q. macranthera)
- dub zubatý (Q. dentata)
- dub žlázonosný (Q. serrata)